# Koreai konyhaművészet
A koreai konyhaművészet változatosnak, sokszínűnek és általában véve egészségesnek mondható. Hatással volt rá a kínai és a japán konyha, de számos étele rendkívül különböző ezektől, elkészítési módját, alapanyagait és ízesítését tekintve is. Jellegzetes ételei közé sorolják a fermentált kimcshi (kimchi)t, a húsételek közül a pulgogi (bulgogi)t és a kalbi (galbi)t, a pibimbap (bibimbap)ot, a japán makiszusival rokon kimbap (gimbap)ot. Az italok közül ismert égetett szesz a szodzsu (soju). A koreai gasztronómia három legfontosabb ételízesítője a szójaszósz (kandzsang (ganjang)), a kocshudzsang (gochujang) (csilipaprikakrém) és a töndzsang (doenjang) (szójababkrém). Gyakran használják a fokhagymát és a gyömbért is. A koreai konyhában számos olyan étel szerepel, ami a nyugati ízvilágtól és felhasznált alapanyagoktól nagyon eltérő, ilyenek például a különféle namulok, amelyeknek egy részét nyugaton gyomnövénynek vagy dísznövénynek tartott növényekből készítik, mint például a varjúháj vagy éppen a páfrány.
A koreai ételeket általában egyszerre tálalják, nem fogásonként, mint a nyugati kultúrákban. Az asztalra mindig kerül rizs, amely kiegészítője a kuk (guk) (leves), a ccsige (jjigae) (raguféleség) és különféle kísérő ételek (pancshan (banchan)). Külön terítési szokások vonatkoznak az olyan étkezésre, ahol a fő étel a koreai tészta vagy a csuk (juk) (kása), illetve ha alkoholos italokat szolgálnak fel.
A koreai kultúrában az étkezésnek, az ételeknek rendkívül fontos szerepe van, úgy tartják, „az evés maga a mennyország” (먹는 것이 하늘이다, mongnun kosi hanurida (meongneun geosi haneurida)), és a koreaiak gyógyító erőt is tulajdonítanak az ételeknek (약식동원, jaksik tongvon (yaksik dongwon), „az orvosság és az étel egy gyökérről fakad”).

## Története

### Az őskortólKorjó(Goryeó)ig

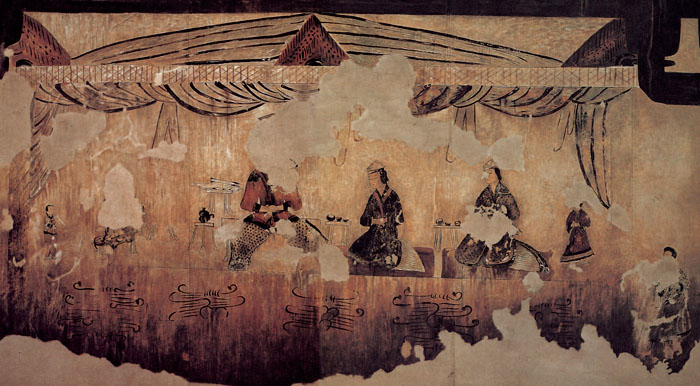
Ezen az 5. századból származó sírban talált falfestményen egy kogurjói (goguryeói) nemes látható, amint két hölgy társaságában étkezik

Korea őstörténetét tekintve a Csulmun (Jeulmun)-korszakban (i. e. 8000 – i. e. 1500) a Koreai-félszigeten élő törzsi csoportok vadászattal, halászattal, gyűjtögetéssel foglalkoztak és megkezdődött a kis mértékű növénytermesztés is. A régészeti kutatások megállapították, hogy már i. e. 2000 körül termesztettek kölest és cirokot, de a rizs is ez idő tájt kerülhetett át Kína területéről, bár a félsziget régiónként változó éghajlata nem mindenütt tette lehetővé a termesztését, így a déli részeken elterjedt, északon viszont inkább kölest termesztettek. A búza szintén Kínából kerülhetett ide, az időszámítás szerinti 1. vagy 2. században, de nem terjedt el annyira, mint a korábban behozott árpa.
A három királyság idejében (i. e. 57 – i. sz. 668) már jelentősen fejlődött a mezőgazdaság, az öntözőrendszerek kialakításával. A három, már említett gabonaféle mellett Ázsiában honos babfajokat (mungóbab, azukibab), szójababot, ginzenget, szezámmagot is termesztettek. A rizs különösen Pekcsében (Baekjében) vált alapvető élelmiszerré, míg Sillában az árpa, Kogurjóban (Goguryeóban) pedig a cirok és a rizs dominált. Különféle zöldségek, gyökerek, magvak és gyümölcsök is régóta részét képezték a koreai étkezésnek, például retekfélék, káposztafélék, taró, lótuszgyökér, hagymafélék (vöröshagyma, póréhagyma, fokhagyma), uborka, padlizsán, körte, őszibarack, gesztenye, fenyőmag, mogyoró, amelyek mellett a vadon élő növényeket is felhasználták, ginzenget, páfrányféléket, ürmöt, bambuszt, gombákat, a léggömbvirág (Platycodon grandiflorus) gyökerét. A halászatra és a vadhús fogyasztására is találtak bizonyítékokat a régészek. Kínai feljegyzések tanúsítják, hogy Pekcsében (Baekjében) népszerűek voltak a fermentált ételek, különösen a kimcshi (kimchi).
A Korjo (Goryeo)-korszakban (918–1392) részben a mongol inváziónak köszönhetően új ételek is megjelentek, melyeket ma már hagyományos koreai ételként tartanak számon, ilyen például a mandu, a tésztaételek vagy a grillezett húsok, de olyan fűszerek is ekkor jutottak el a félszigetre, mint a fekete bors. A kimcshi (kimchi) készítéséhez ekkor már körtét és retket is felhasználtak, a rizst és a sült húsokat pedig növénylevélbe tekerték.

### Csoszon(Joseon)-kor

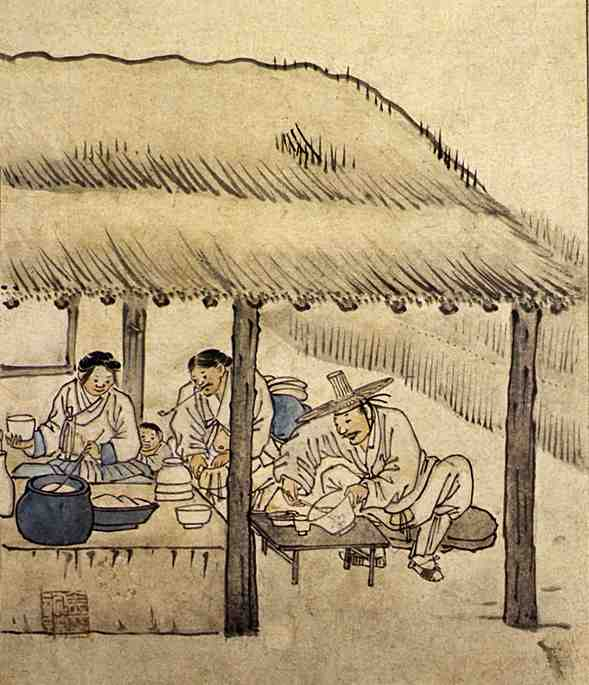
Étkezés egy fogadóban, Kim Hongdo 18. századi festménye

A Csoszon (Joseon)-korban (1392–1897) egyes királyok aktívan támogatták a külföldi növények behozatalát, és számos fajjal kísérleteztek, Szedzsong (Sejong) (u. 1418–1450) például narancs és grépfrút meghonosításával próbálkozott. Ebben a korszakban kínai illetve japán közvetítéssel számos új haszonnövény jutott el Koreába, a 16. században például a csilipaprika, ami ma elengedhetetlen alkotóeleme a koreai ételeknek. A csili érkezése előtt is használtak erős fűszereket a koreaiak, feltehetően szecsuani borsot. A 15. századtól kezdték el fogyasztani a tofut; a kései Csoszon (Joseon)-időkből származik a ma népszerű pibimbap (bibimbap), a „kevert rizs”, melyet a holdújévi ünnepségeken megmaradt hozzávalókból készítettek. Jelentős szerepet kapott az étkezésben a vörös szemű azukibab, melyhez számos hiedelem kötődött. Ugyancsak a Csoszon (Joseon)-korban került be az étrendbe az édesburgonya (1763-ban), a burgonya (1840 körül), a nem őshonos hüvelyes növények, a kukorica, a paradicsom, a földimogyoró. A húsételek a köznép számára ritkák voltak, leginkább ünnepségek, fesztiválok idején lehetett hozzájutni. A marha-, sertés- és csirkehús mellett a kutyahúst is fogyasztották. A koreai konyha elengedhetetlen eleme volt már ekkor is a hal és a tenger gyümölcsei, amelyek a köznép számára is elérhetőek voltak.
A színeknek, akárcsak a koreai élet minden egyéb területén, nagy jelentősége volt a konyhaművészetben is. Az öt elem (oheng (ohaeng)) filozófiája alapján a koreai ételek a kék/zöld, piros, sárga, fehér és fekete színeket használták és használják ma is. A zöld színt a zöldségek (újhagyma, tökfélék, uborka, egyéb zöld növények) adják, a piros színt a csili, a sárgarépa és a jujuba, a fehér és a sárga színt a külön sütött tojásfehérje és tojássárgája, a feketét pedig a sötét színű gombák és a kim. Ez a fajta esztétikai élmény leginkább a nemesek és az udvar számára volt elérhető.
Az alkoholos italok fontos szerepet töltöttek be a csoszoni (joseoni) társadalomban. Készítettek bort ginzeng, fenyőfélék tűlevelei, fenyőágak, fenyővirágpor, bambuszlevél felhasználásával is, összesen több mint 60 fajta gyógynövényes bort jegyeztek fel. Minden háznál volt rizsbor az italáldozatok végett. Népszerűek voltak a „virágborok” is, amelyeket virágszirmokkal (azálea, rózsa, szilvafa virága, pásztortáska, cseresznyefa virága, kamélia) ízesítettek. A bor igen fontos kelléke volt a vendéglátásnak, a jó házigazda sosem hagyta a vendéget ital nélkül.

### A 20. századtól napjainkig

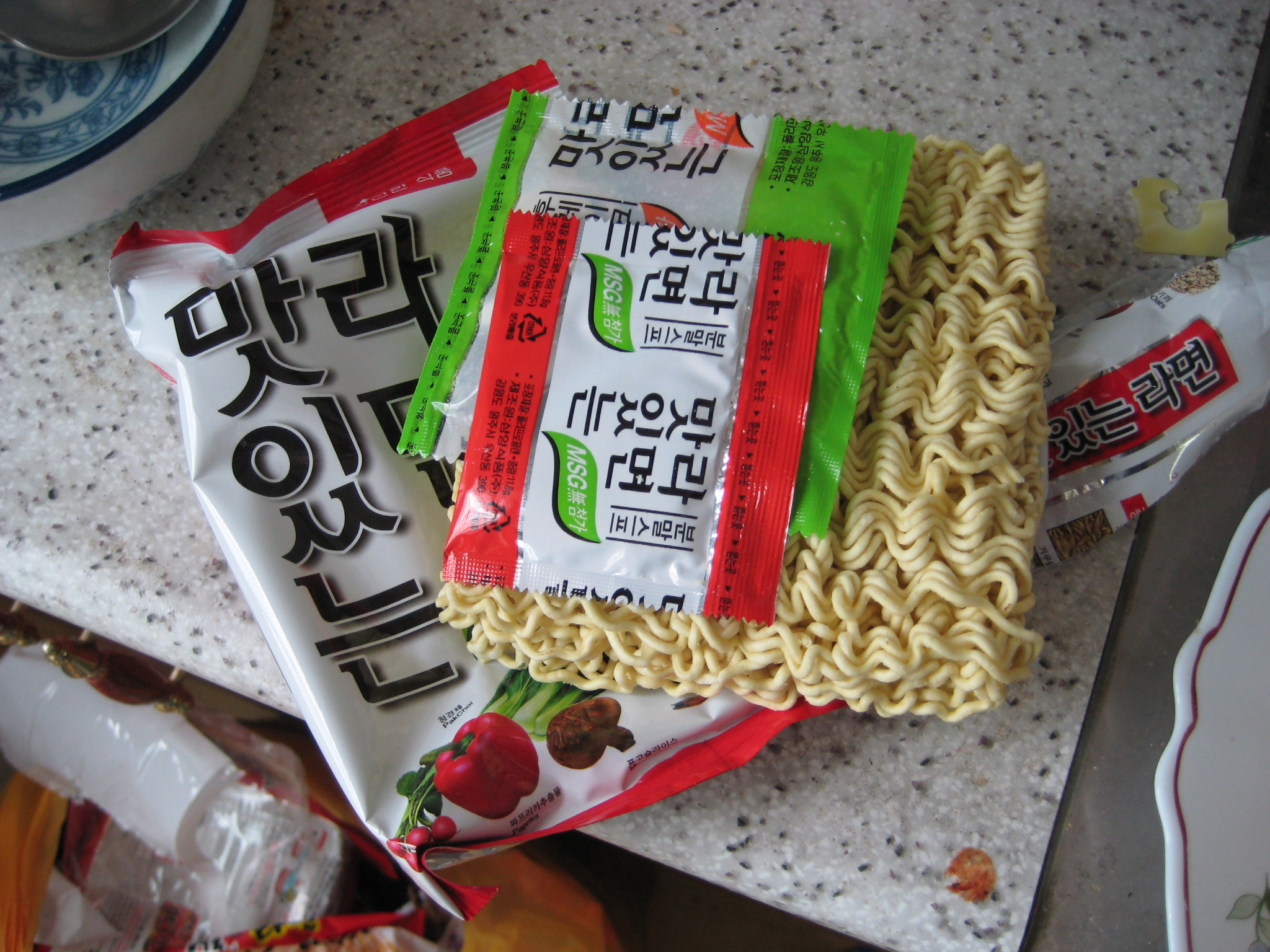
Instant koreai rámen

A japán uralom ideje alatt Korea főleg külföldre (Japán számára) termelt rizst, így a helyi fogyasztás megcsappant és megnőtt a köles szerepe. A házi alkoholkészítést átvette a nagyüzemi alkoholgyártás, megjelentek az instant tészták és egyéb készételek, valamint a nyugati kenyér.
A koreai háború idején Amerikából élelmiszer-szállítmányok érkeztek, amelyek jobbára búzalisztből, vajból, margarinból és majonézből álltak. A háborút követő gyors iparosodás Dél-Korea étkezési szokásait is megváltoztatta. Az 1960-as években megkezdődött a cukor, glükóz gyártása. Egyre kevesebben éltek mezőgazdaságból, egyre többen kezdtek el a nagyvárosokba költözni, így az otthon készített ételek szerepe is csökkent. A korábban háznál készült töndzsang (doenjang), kocshudzsang (gochujang) és szójaszósz ma már szupermarketekben kapható dobozolt formában, és egyre többen étkeznek éttermekben, ami korábban ritkaságnak számított. Az 1970-es években fellendült az állattenyésztés, a korábbi évtizedekhez képest jelentősen nőtt a húsfogyasztás, elterjedtek a grilléttermek. Drasztikusan csökkenni kezdett a fogyasztott rizs mennyisége, míg 1985-ben 128 kilogrammot fogyasztott egy fő, 2003-ra ez a mennyiség 83 kilogrammra csökkent. Ennek oka a különféle új, instant és feldolgozott ételek megjelenése.

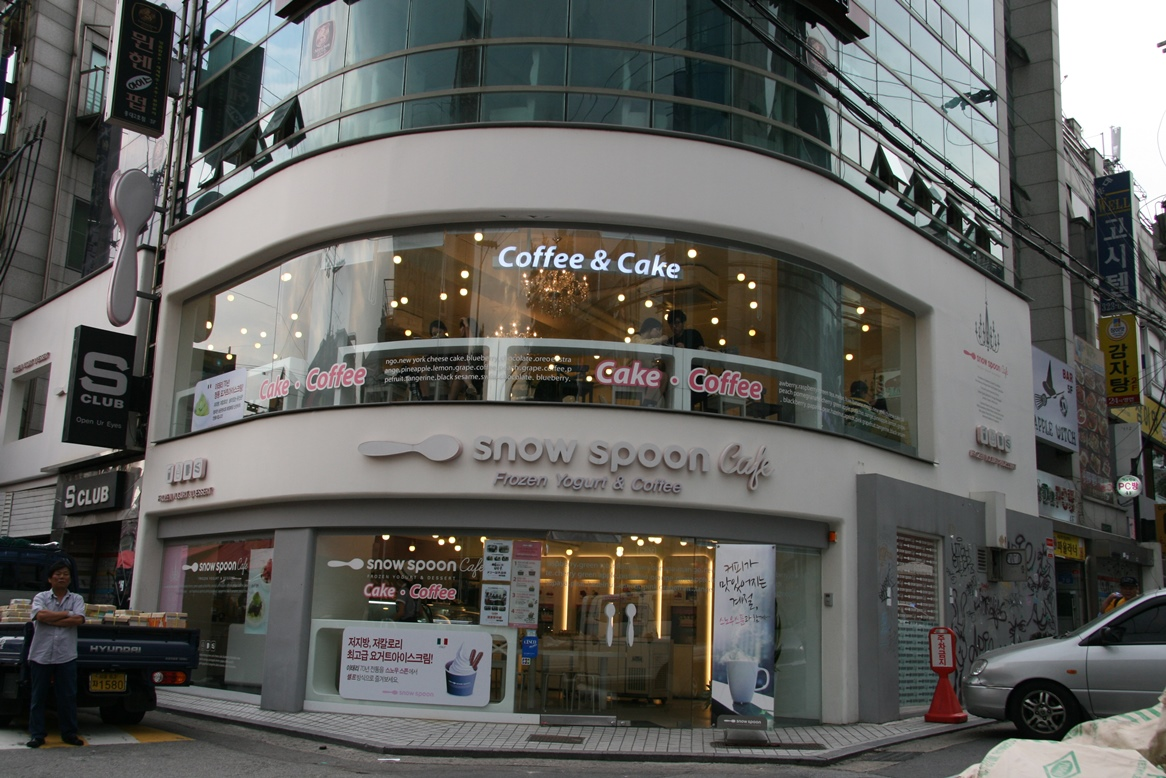
Kávéház Szöul Hongde (Hongdae) negyedében

A 21. században Dél-Koreában az étkezés már nem csak családi esemény, elterjedt a baráti körökkel, kollégákkal való házon kívüli közös vacsora. Ugyancsak elterjedtek a más nemzetek konyháit képviselő éttermek és gyorsétterem-láncok is; utóbbiak gyakran a koreai ízléshez igazítják a kínálatot, így például pulgogi (bulgogi)- vagy kimcshi (kimchi)feltétes pizzát is lehet kapni. A gyorséttermek az 1988. évi nyári olimpiai játékok idején jelentek meg az országban. Ugyancsak népszerűvé vált a kávézás; egy 2013-as tanulmány szerint tíz év alatt több mint megduplázódott a fogyasztott kávé mennyisége, a koreaiak átlagosan több kávét fogyasztanak egy héten, mint amennyi kimcshi (kimchi)t vagy rizst. A kávézók 1999-ben kezdtek el rohamosan terjedni az országban a Starbucks megjelenésével. 2024-ben már több mint 100 000 volt a kávézók száma az országban, ami csaknem duplája az élelmiszerboltokénak.
Összességében elmondható, hogy a koreai konyha a 21. századra változatosabbá vált, és a modern technológiáknak köszönhetően ma már olyan hozzávalókhoz, készítményekhez férhetnek hozzá a koreaiak az üzletekben, melyek korábban regionális specialitásként csak az adott régióban voltak elérhetőek. A 21. században is nagy hangsúlyt fektetnek az egészséges táplálkozásra.

#### Észak-Korea

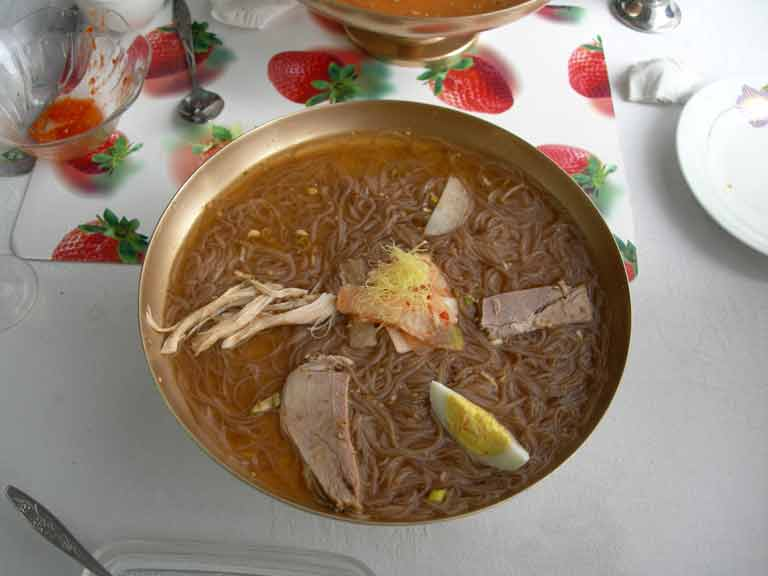
Nengmjon (Naengmyeon) (hideg tésztaétel, északi specialitás) az Ongnjugvan (Ongnyugwan) étteremből

Észak-Korea esetében gyakran említi a média az éhínséget, az élelmiszerhiányt. Becslések szerint 2014-ben az észak-koreaiak mintegy 80%-ának nem volt lehetősége beszerezni az egészséges étkezéshez szükséges alapanyagokat. Egyes hivatalnokok és az elithez tartozók azonban Phenjanban, a fővárosban hozzájutnak a tradicionális ételekhez és a külföldi konyhákhoz is, akárcsak a turisták, akik kiszolgálására több étterem is létesült. Ezek az éttermek az átlagemberek számára megfizethetetlenek, az ételek ára 7 dollártól akár 40 dollárig is terjedhet. A hagyományos észak-koreai ételek kevésbé fűszeresek és csípősek, mint a dél-koreaiak, és az éttermek kínálata erős orosz kulináris hatást is mutat. A főváros két legnevesebb elit étterme az Ongnjugvan (Ongnyugwan) (옥류관) és a Cshongnjugvan (청류관, Cheongnyugwan). Kedvelt étel a pulgogi (bulgogi), a kifejezetten északi specialitásként számon tartott nengmjon (naengmyeon) (hideg tészta), a sinszollo (sinseollo) (egyfajta ragu), az onban (온반, csirkés-rizses leves), a cshogjethang (chogyetang) (초계탕, hideg csirkeleves) vagy a Hedzsu pibimbap (Haeju bibimbap) (pibimbap (bibimbap) vegyesen csirke- és sertéshússal).

## Változatai

### Királyi konyhaművészet

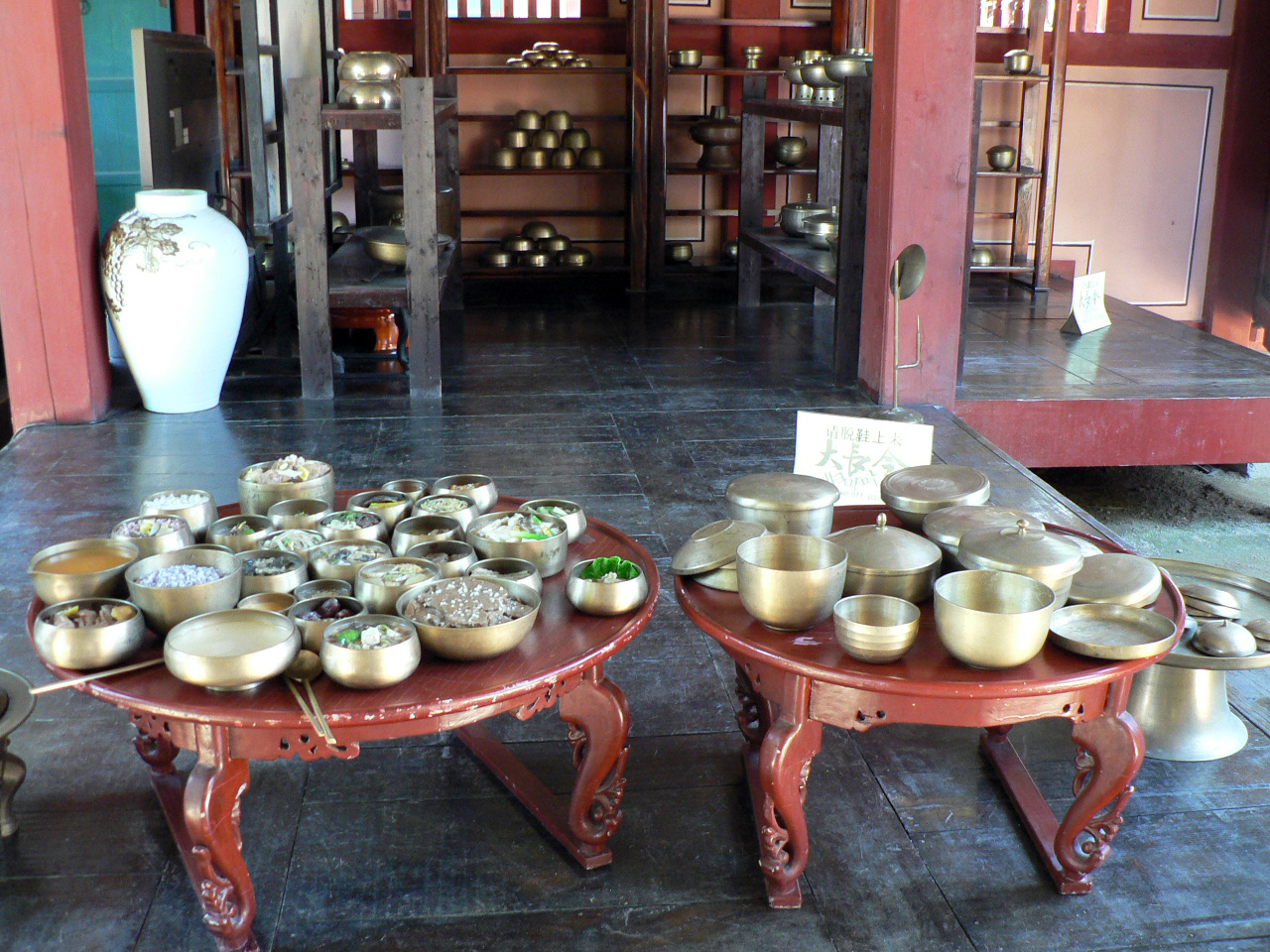
Szuraszang (Surasang)

A Csoszon-udvarban az ételek kiemelkedő fontosságúak voltak, ezt támasztja alá, hogy a hat minisztériumban (육조, Jukcso (Yukjo)) számos hivatalnok volt felelős a királyi udvar ellátásáért, az ételek elkészítéséért, beszerzéséért, a munkafolyamatok ellenőrzéséért. Ezen felül a palotában több száz asszony, úgynevezett kungnjo (gungnyeo) (궁녀, „palotahölgy”) dolgozott, akik többek között az ételek elkészítéséért és felszolgálásáért voltak felelősek, ételtípusonként. Volt külön szakács ttok (tteok)féleségekhez, levesekhez, teákhoz stb. A pontos hierarchiát törvényben határozták meg.
A szuraszang (surasang), azaz a királyi étkezőasztal terítésének megvoltak a szabályai, nem csak hogy milyen ételeket lehetett felszolgálni, de azok sorrendje és elhelyezkedése az asztalon is fontos volt. Általánosságban felszolgáltak kétféle rizst, kétféle levest, kétféle ragut, egyféle ccsim (jjim)et, csongol (jongol)t, háromféle kimcshi (kimchi)t, ételízesítőket (kandzsang (ganjang), kocshudzsang (gochujang), töndzsang (doenjang)) és tizenkétféle szezonális pancshan (banchan)t (십이첩, sibicshop (sibicheop), „tizenkettes tálalás”). Az asztalokon öt pár szudzso (sujo)t helyeztek el, kettőt használt a király, a többi hármat pedig a felszolgáló udvarhölgyek. Az evőeszközök és az étkészletek, edények kovácsolt bronzötvözetből készültek, összefoglaló nevük pangccsa jugi (bangjja yugi) (방짜 유기). Ezek jól sterilizálhatóak, szagtalanok és nem mérgezőek, így rendkívül népszerűek voltak a nemesség körében is.

### Regionális konyhaművészet

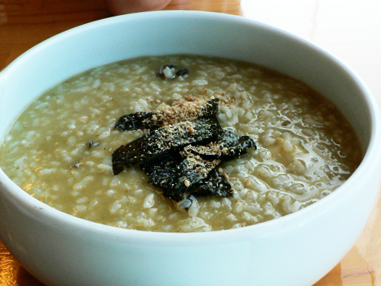
Csonbokcsuk (Jeonbokjuk), Haliotis discus csigafajból készült kása Csedzsu (Jeju)-szigeti specialitás

A Korea kettéosztottságát megelőző időkben nyolc tartománya volt. Az északi tartományok: Hamgjong (Hamgyeong), Phjongan (Pyeongan), Hvanghe (Hwanghae); a középső tartományok: Kangvon (Gangwon), Kjonggi (Gyeonggi), Cshungcshong (Chungcheong); valamint a déli tartományok: Kjongszang (Gyeongsang) és Csolla (Jeolla). Ezekben a tartományokban sajátos, jellegzetes ételek alakultak ki.
Korea topográfiája különbözik a Koreai-félsziget északi és déli részén, ennek megfelelően az éghajlat, a talaj is más. Így a régió különböző részein az embereknek más és más alapanyagokkal kellett dolgozniuk, másféle ételek, elkészítési, konzverválási eljárások alakultak ki. Az északi részen a nyár rövid, a tél pedig hosszú, emiatt az ételek kevésbé sósak és csípősek, mint délen, ahol többféle fűszert és sózott halat inkább használnak. Északon a felszolgált adagok is hagyományosan nagyobbak. Északon a száraztalajú gazdálkodás a jellemző, aminek megfelelően gabonaféléket termesztenek, a középső régióban pedig a rizstermesztés az elterjedtebb, így északon a rizst jobbára más gabonafélékkel keverve fogyasztották. A hegyekben a friss hús fogyasztása nem jellemző, a szárított hal a jellemző, míg a partvidékeknél tenger gyümölcseiből és a friss halakból készülnek a jellegzetek ételek.
Korea hegyvidékes jellege miatt is régebben nehézkes volt a szállítás, így a legtöbb régió sajátos ételei nemigen jutottak el más régiókba. A modern korokban a szállítás könnyebbsége lehetővé tette, hogy az egyes regionális ételek máshová is eljussanak.

### Templomi konyhaművészet

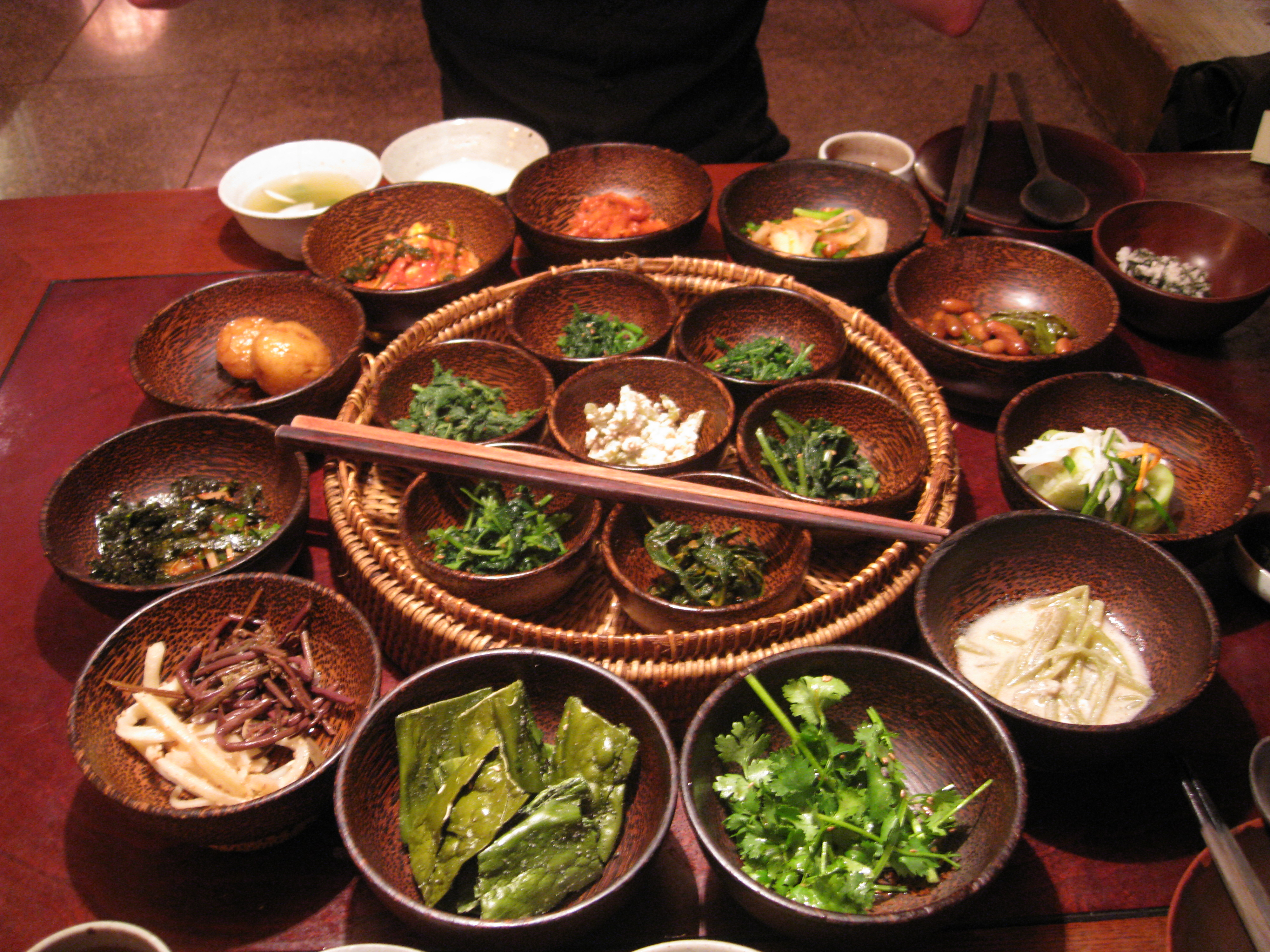
Koreai templomi konyhaművészetnek megfelelő ételek egy szöuli étteremben

A koreai templomi konyhaművészet a koreai buddhista templomokból eredő ételek összefoglaló neve. A Silla korszakban (i. e. 57 – i. sz. 935) a buddhista templomokban áldozati ételként cshalbap (chalbap)ot (찰밥, főtt ragacsos rizs)), jakkvát (yakgwát) és jumilgvát (yumilgwát) szolgáltak fel. A Korjo (Goryeo) korban a szangcshu sszam (sangchu ssam) (növénylevélbe tekert étel) és jaksik (yaksik) (약식, „gyógyhatású ételek”) fejlődtek tovább.
A koreai udvar konyhaművészete szoros kapcsolatban van a koreai buddhista gasztronómiával. Az udvarban dolgozó szanggung (sanggung)oknak, akik az ételeket készítették, miután kiöregedtek a szolgálatból, el kellett hagyniuk a palotát. Mivel férjhez nem mehettek, többük buddhista templomokban keresett menedéket apácaként, és továbbadták az udvari ételek elkészítési technikáit, összeolvasztva azokat a buddhista konyhaművészettel.
A koreai buddhista templomi ételek vegánok, azaz semmilyen állati eredetű összetevőt nem tartalmaznak, ezen kívül hagymaféléket sem használnak az ételek elkészítésekor. A 21. században a koreai templomi ételek a koreai hullám részeként egyre nagyobb népszerűségre tesznek szert, az országba látogatók úgynevezett „temple stay”-programok keretében ismerkedhetnek meg a koreai buddhizmussal és ételeivel.

### Ünnepi ételek

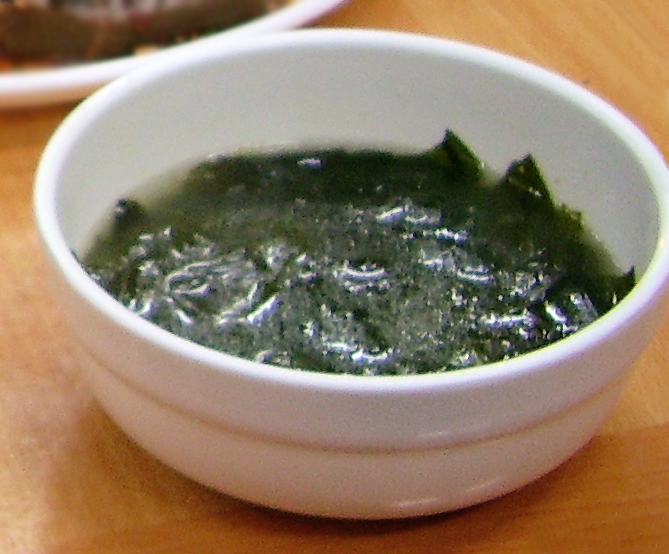
Mijokkuk (Miyeokguk)

Koreában az ember életének legfontosabb állomásait végigkísérő ünnepek és ceremóniák alkalmával sajátos ételeket szolgálnak fel. Ezek az ételek az ünnep jelentésétől függően maguk is szimbolikus jelentéssel bírnak. A konfuciánus hagyományoknak megfelelően régen az egyes ünnepeken bemutatott szertartásokat szigorú szabályok közé szorították, és ezek az ételekre és italokra is vonatkoztak. A legfontosabb ünnepek a születés, a szamcshil (samchil) (삼칠, a születéstől eltelt 21. nap), a pegil (baegil) (백일, a születéstől eltelt 100. nap), a tol (dol) (az első születésnap), a kvallje (gwallye) (관례, felnőtté avatási ceremónia), házasságkötés, a hvangap (hwangap) (환갑, a hatvanadik – koreai életkorszámítás szerint 61. – születésnap) és a csesza (jesa) (a halottra emlékező szertartás). A rizsből készült ttok (tteok)féleségek mindegyik esetében nagy szerepet játszanak. A születésnapi ünnepségeken a mijokkuk (miyeokguk), a tengeri hínárból készült leves a leggyakoribb fogás.

### Utcai ételek

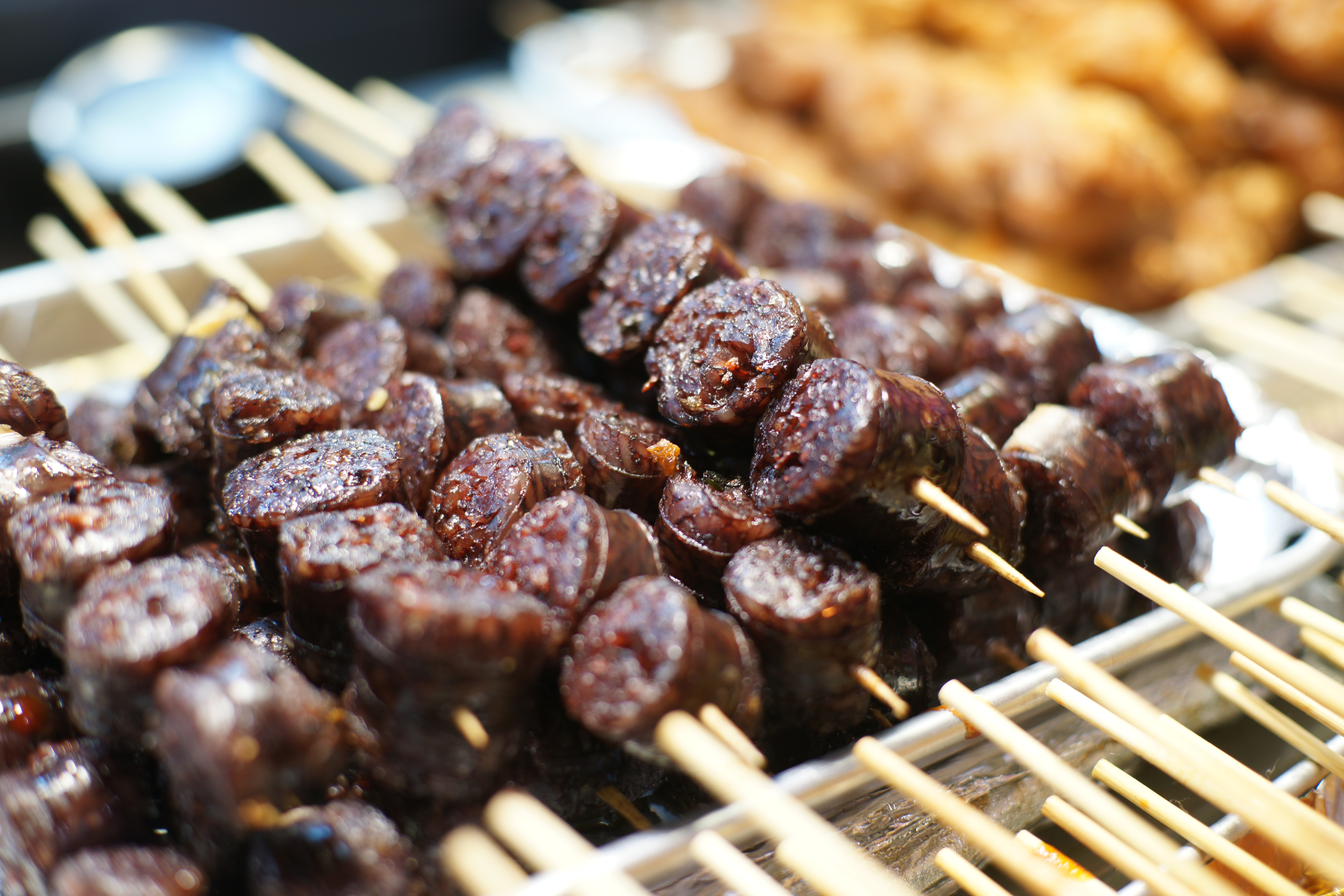
A szunde (sundae) mindkét Koreában utcai étel

Az utcai ételek (street food) nagyon változatosak Dél-Koreában, a nagyobb városokban számos úgynevezett „gasztroutca” (food street) található, ahol egymást érik a különféle specialitásokat kínáló ételstandok, koreai nevükön phodzsangmacshák (pojangmachák). Jellemző harapnivalók a ttokpokki (ddeokpokki), a thügim (twigim), az omuk (eomuk), a szunde (sundae), a cson (jeon), a kimbap (gimbap), a hottok (hotteok). Sütemények és édességek is széles választékban kaphatóak, például a gofritésztához hasonlóan készülő, különféle töltelékű sütemények.
Észak-Koreában másfélék az utcai ételek, kapható például indzso kogi pap (injo gogi bap) (인조고기밥, szójából készült rizses hurka), tububap (dububap) (두부밥, rizs tofuval) és szunde (sundae).

### Gyógyhatású ételek

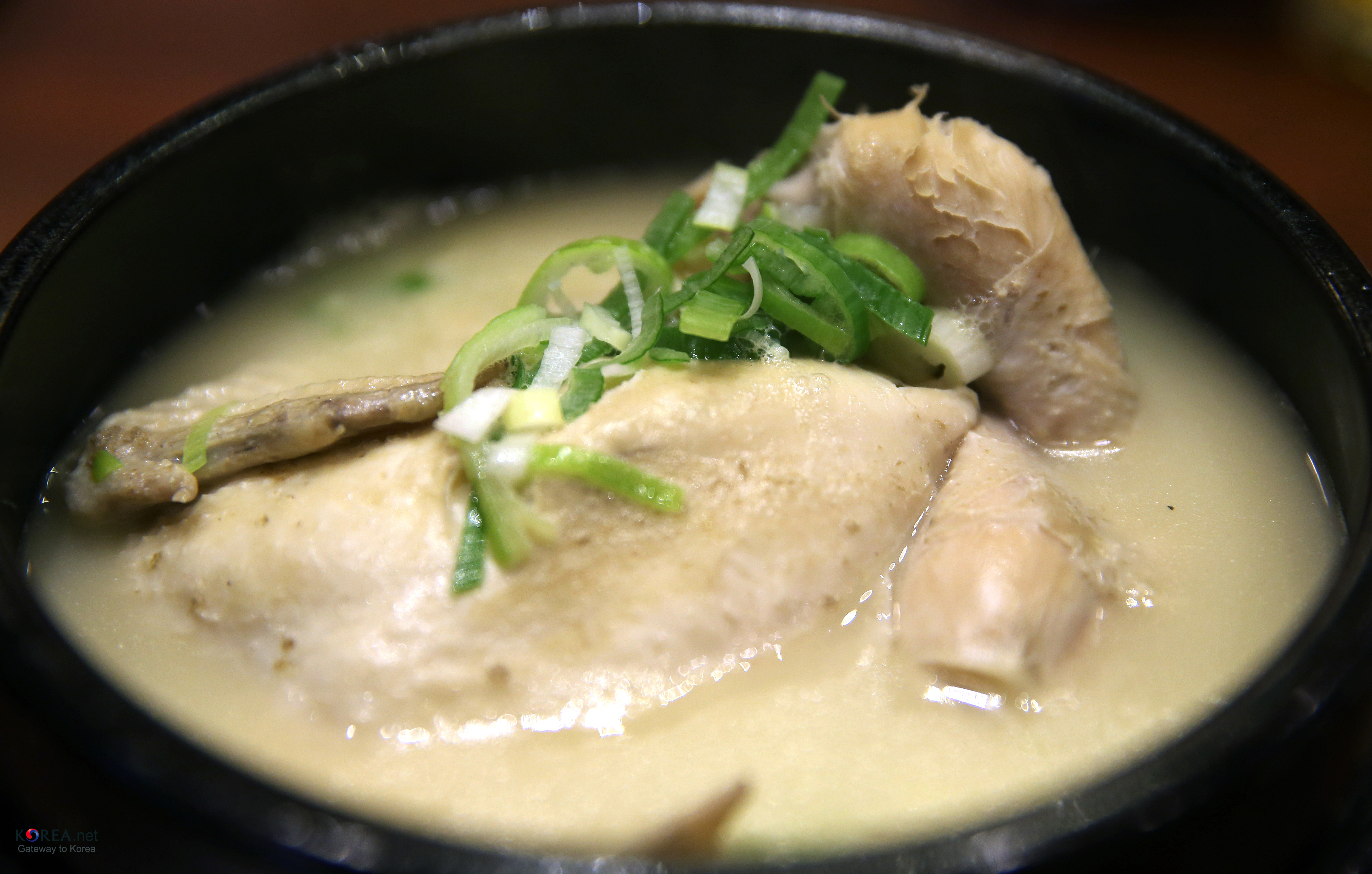
Szamgjethang (Samgyetang)

A koreaiak gyógyító erőt tulajdonítanak az ételeknek, és ennek megfelelően számos ételt kifejezetten azért fogyasztanak, hogy szabályozzák a kit, a testen keresztül folyó energiát, így megelőzve a betegségeket. Az ilyen ételek összefoglaló neve pojangsik (boyangsik) (보양식). Különösen nyáron van jelentős szerepe ezeknek az ételeknek, mert a hagyományos koreai orvoslás iránymutatása szerint a nyár három legforróbb napján a hideg belső szervek hőmérsékletének kiegyenlítéséhez forró, csípős ételeket kell enni. A legkedveltebb pojangsik (boyangsik)-fogások közé tartozik a sült angolna, a szamgjethang (samgyetang) (삼계탕, csirkeleves ginzenggel), a  cshuothang (chueotang) (추어탕, halleves a csíkfélék közé tartozó Misgurnus anguillicaudatusból), a szollongthang (solleongtang) (설렁탕, leves marhacsontból), fekete kecske húsából készült ragu, kacsahús, valamint a nemzetközi szinten ellentmondásos véleményeket kiváltó kutyahús.

#### Kutyahús

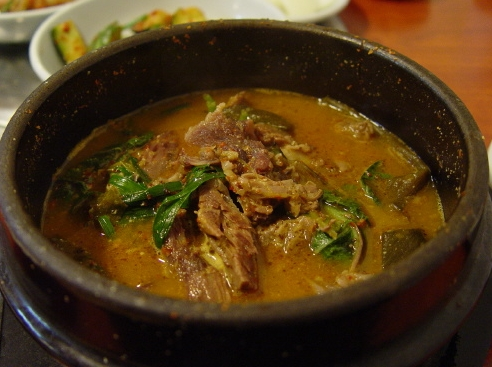
Posinthang (Bosintang)

Koreában a kutyahús fogyasztásának történelmi hagyományai vannak. Újkőkorszaki leletekben is találtak kutyacsontokat, de Kogurjo (Goguryeo)-kori falfestmény is tanúskodik a kutyahús fogyasztásáról. A koreai három királyság idejében is szívesen fogyasztott étel volt, de Palhe (Balhae) népe is kedvelte. A buddhizmus terjedése gátat szabott a fogyasztásának. A Csoszon (Joseon)-korban újra divatba jött, a konfuciánus tudósok kedvelt eledele volt.
Ételként leginkább a nurongi (nureongi) (누렁이) nevű kutyafajtát fogyasztják, melyet kifejezetten erre tenyésztenek és házi kedvencként nem tartják. A legismertebb étel a posinthang (bosintang) (보신탕), ami csípős leves, és gyakran fogyasztják a három legmelegebb nyári napon, amelyek közismert elnevezése a „kutyanapok”. A kutyahúst jobbára férfiak fogyasztják, mert a jangot, a férfi energiát erősíti a hiedelem szerint. A kutyahús fogyasztását Dél-Koreában egyre többen ellenzik, a fiatalok közül már nagyon kevesen fogyasztják, aminek oka a kutyák házi kedvencként való elterjedése az országban. A koreaiak évente körülbelül kétmillió kutyát vágnak le étkezés céljából, de ez a szám évről évre csökken, akárcsak az ilyen ételeket felszolgáló éttermek száma. A kutyahúsból készült ételek az észak-koreai konyhában is jelen vannak.
2024 januárjában a dél-koreai parlament törvényt hozott a kutyahústermelés és -kereskedés tiltásáról, mely 2027-ben lép érvénybe, addig a tenyésztőknek le kell építeniük a kutyahúsfarmjaikat.

## Étkezési szokások és etikett

### Terítés és tálalás

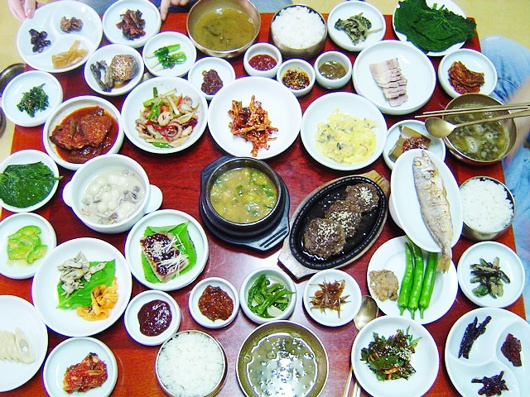
Csolla (Jeolla) tartomány híres arról, hogy sokféle pancshan (banchan)t szolgálnak fel egy étkezés során.

A koreai ételeket általában egyszerre tálalják, nem fogásonként, mint a nyugati kultúrákban. A hagyományos tálalás (반상, panszang (bansang)) során az asztalra rizs kerül, kuk (guk) (leves), kocshudzsang (gochujang) (csilipaprika-paszta), szójaszósz, valamilyen ccsige (jjigae) (raguféleség) és kimcshi (kimchi). Az alapján, hogy hányféle pancshan (banchan)t, azaz kísérő ételt tálalnak fel, a tálalás elnevezése szamcshop (samcheop) (삼첩; 3), ocshop (ocheop) (오첩, 5), cshilcshop (chilcheop) (칠첩, 7), kucshop (gucheop) (구첩, 9), sibicshop (sibicheop) (십이첩, 12) pancshan (banchan); a tizenkettes elrendezés a királyi udvarban volt szokás.
Az asztal közepére kerülnek a másodlagos ételek, a kalbi (galbi), vagy a pulgogi (bulgogi), illetve a ccsige (jjigae). Ezek köré rendezik a pancshan (banchan)okat. A rizst és a leveseket külön rendezik. A pancshan (banchan)t kis adagokban tálalják, ha elfogy, újat szervíroznak. Minél formálisabb az alkalom, annál több pancshan (banchan)t tesznek az asztalra. Az elrendezés során figyelembe veszik a színeket, az összetevőket és az ételek hőmérsékletét is. Külön terítési szokások vonatkoznak az olyan étkezésre, ahol a fő étel a koreai tészta vagy a csuk (juk), illetve ha alkoholos italokat szolgálnak fel.
Általában az elhelyezési sorrend a következő, az étkező személy bal oldaláról: balra kerül a rizses tálka, jobbra a leveses, valamint az evőeszközök, melyeket kis porcelán tartóra helyeznek. Az asztal jobb oldalára kerülnek a forró illetve folyadékos ételek, a hideg illetve száraz ételek a bal oldalra. A raguk a jobb oldalra, a zöldségek a bal oldalra, a kimcshi (kimchi) hátra, a szószok pedig előre.
Koreában pálcikát és kanalat is használnak a hagyományos étkezésben. A kanalat, mely hosszabb és laposabb, mint a nyugaton ismert, kizárólag leves, rizs és ragu elfogyasztásához használják.

### Etikett
A mai koreai étkezési szokások illetve etikett alapjai a Csoszon (Joseon)-korban keresendőek, ahol a konfuciánus világnézet jelentős befolyással volt ezekre az íratlan szabályokra. Az étkezést mindig az idősebbek kezdik, az ifjabbaknak meg kell várni, amíg a legidősebb személy az asztalnál elkezd enni, és nem is állhatnak fel addig, amíg az idősebbek be nem fejezték az étkezést. Az ültetés is fontos: a legfiatalabb vagy rangban legalacsonyabb személy ül az ajtóhoz legközelebb. Kínával és Japánnal ellentétben a koreaiak nem emelik fel a rizses tálkát (vagy más tányért). Az etikett szerint a leves vagy ragu megkóstolásával kell kezdeni az étkezést. A raguk általában nagyobb tálakban érkeznek az asztalra és közösen osztják meg az asztalnál ülők, ezért a rizsevéshez is használt kanálon nem lehet ételmaradék, amikor a ragus tálba nyúlnak vele, és nem lehet egy kézben tartani az evőpálcikát és a kanalat. Tiszteletlenség az evőeszközökkel zajt kelteni, az evőpálcikát pedig nem szabad a rizsbe, ételbe függőlegesen beleállítani.

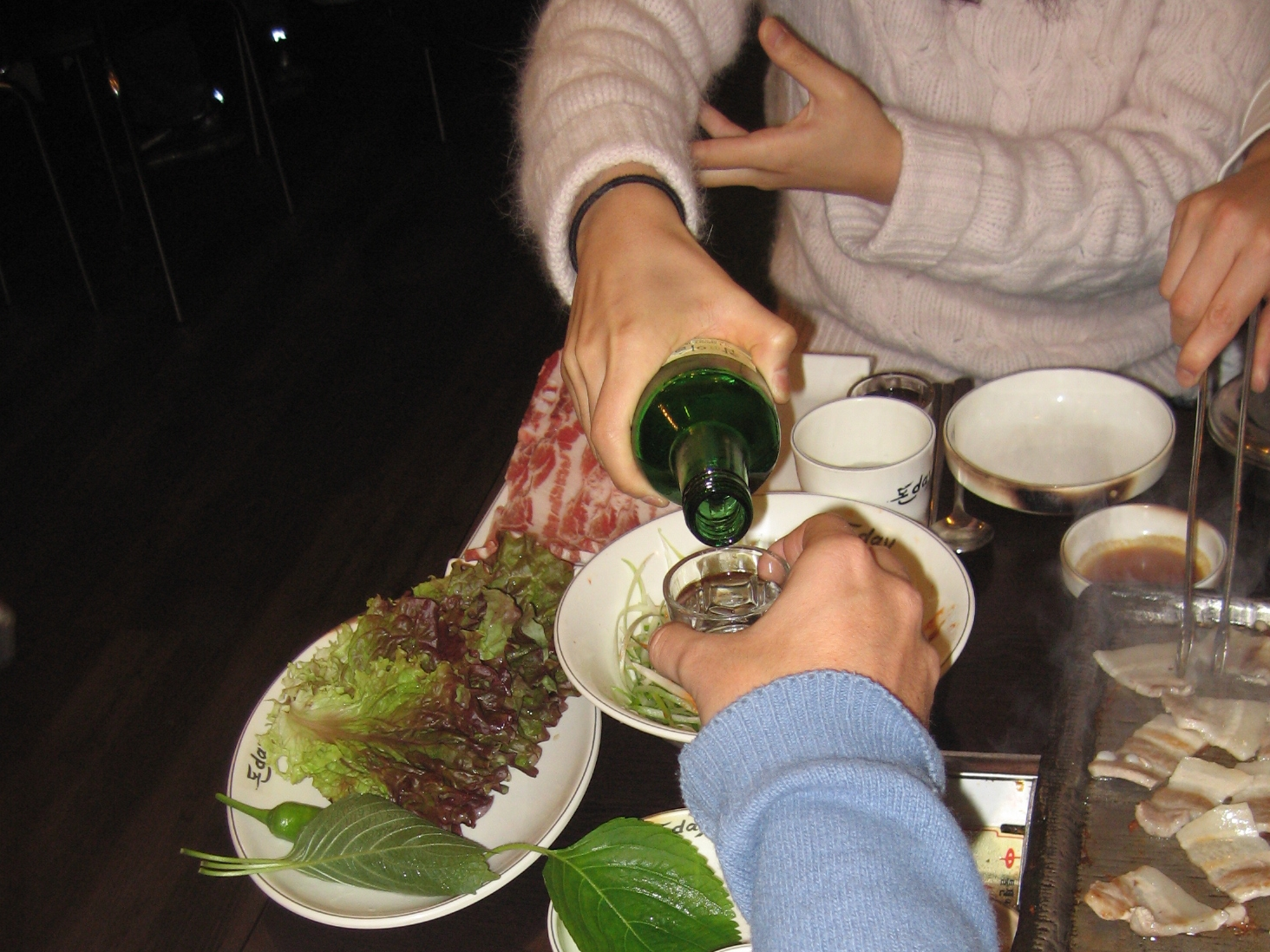
Asztali etikett italtöltéskor

Hagyományosan az étkezés a földön zajlik, alacsony asztaloknál, ülőpárnákon. Sok étteremben is továbbra is így étkeznek, de elterjedtek a nyugati típusú magas asztalok és székek is. Az éttermekben általában vizet és zöld teát ingyen szolgálnak fel az ételek mellé, kisebb étkezdékben önkiszolgáló módon lehet vízhez jutni.
Koreában az első pohár alkoholt visszautasítani illetlenség, és akár durva sértésnek is hathat, ami tönkreteheti az est hangulatát, ezért akkor is illik elfogadni, ha valaki egyébként nem iszik alkoholt. A szokások szerint a kis poharakba töltött alkoholt egyszerre, egy hörpintéssel kell elfogyasztani, és senkinek nem lehet üres a pohara, mindig újratöltik és mindenki másnak tölt, magának sohasem. Ha valakinek italt töltenek, a poharat két kézzel kell tartani, vagy ha egy kézzel, akkor a másik kéznek a könyöknél kell elhelyezkednie. Ennek a szokásnak valószínűleg az az oka, hogy régen hosszú, széles ujjú köpenyt viseltek, ami máskülönben belelógott volna az ételbe illetve italba. Idősebbek poharába tölteni is két kézzel illik, csak a szeniorok engedhetik meg maguknak, hogy egy kézzel töltsenek. A fiatalabbak, illetve rangban alacsonyabbak az idősebbektől, illetve rangban magasabbaktól kissé elfordulva hörpintik fel az italt. Régebben a poharat egymással is megosztották a tisztelet és a barátság jeléül, manapság azonban már nem divatos, főképp egészségügyi okokból. A nőknek a modern Koreában már nem illik italt tölteni másoknak, bár baráti társaságban megengedett.

## Ételtípusok

### Alapvető ételek

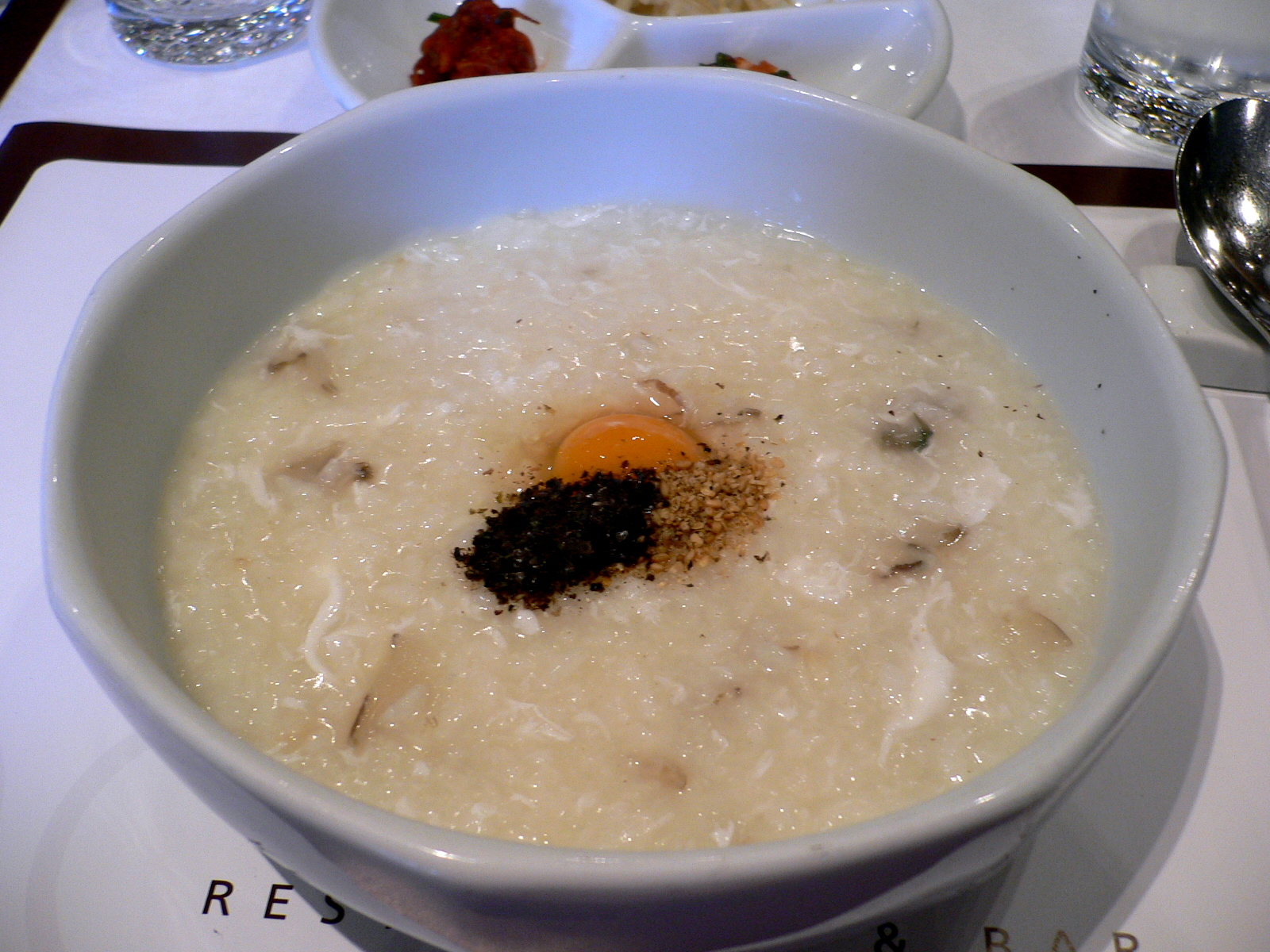
Csuk (Juk)

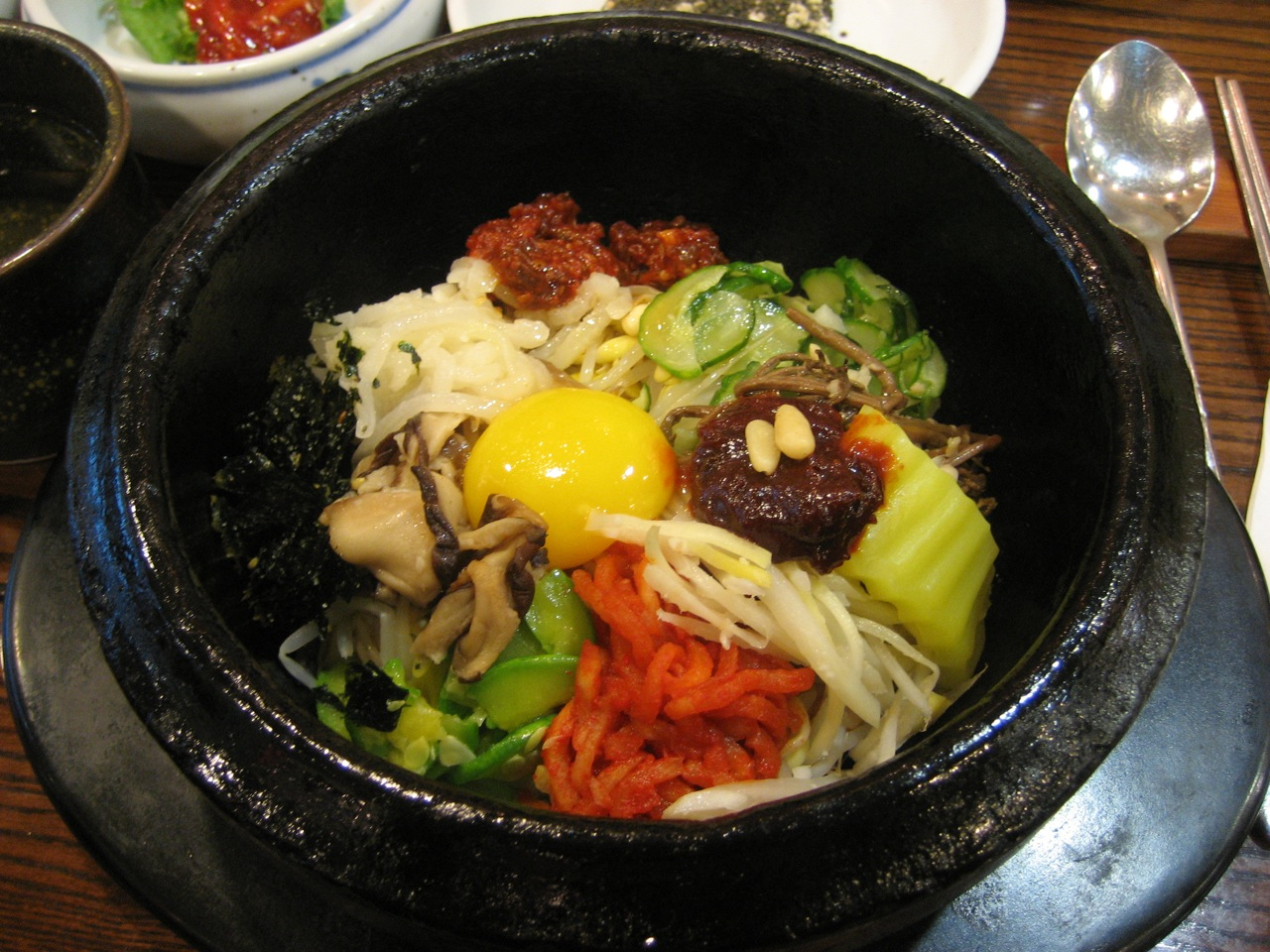
Pibimbap (Bibimbap)

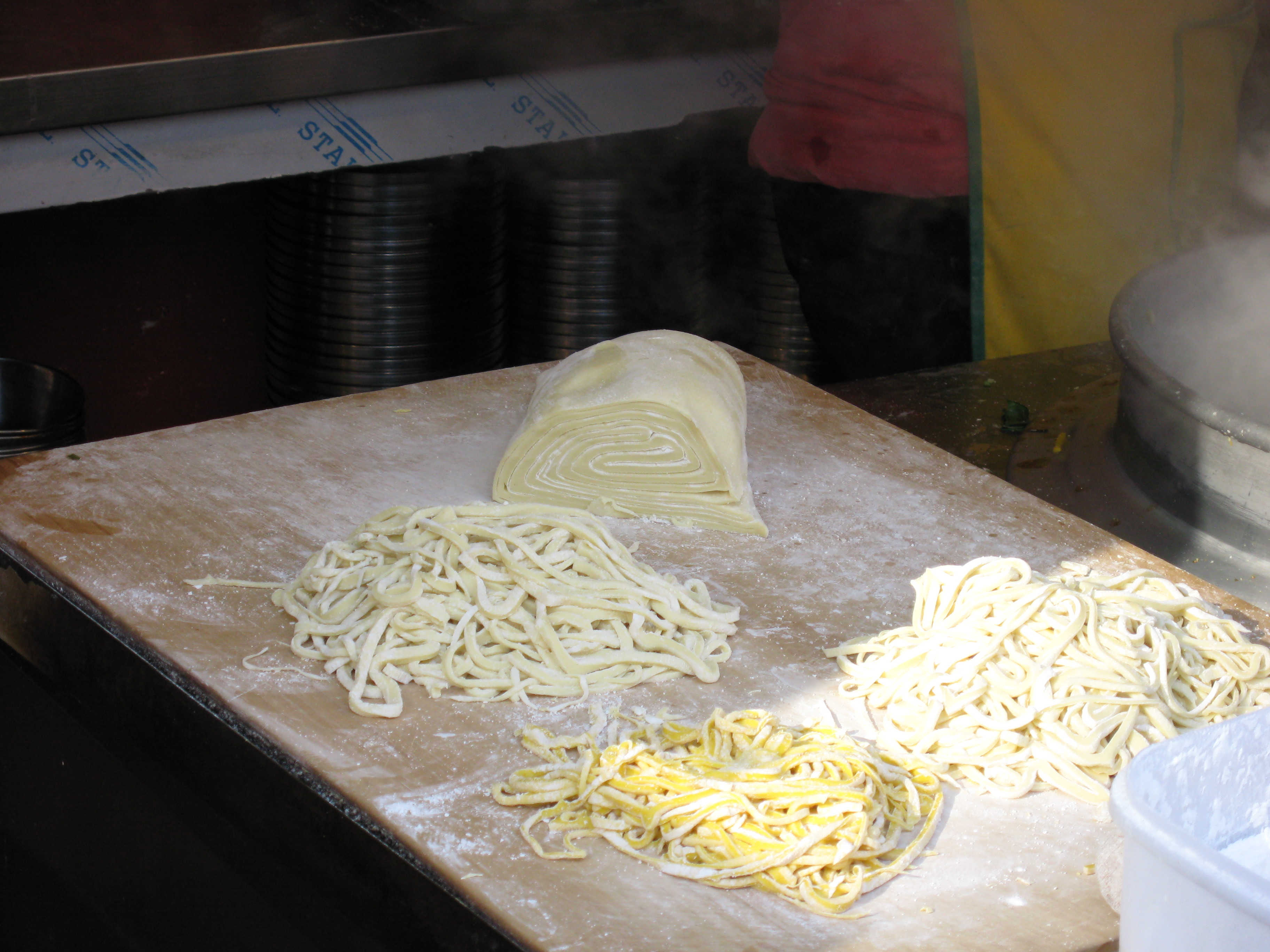
Khalgukszu (Kalguksu)

#### Kásák
A csuk (juk) (죽) a különféle koreai kásák elnevezése. Készülhet édes és nem édes változatokban. Főképp rizsből készítik, de különféle babfajtákat és szezámmagot, fenyőmagot, kagylót, diót, egyéb gabonaféléket és mungóbabot is felhasználhatnak hozzá. Fogyasztható előételként, főételként, ajánlott gyermekek, idősek és betegek számára is, mert nem terheli meg az emésztőrendszert. Kaphatóak előre csomagolt csuk (juk)keverékek és Dél-Koreában külön éttermek is specializálódtak erre az ételféleségre. A koreai hagyományok szerint egy tiszteletben álló családba férjhez menő lánynak legalább húszféle csuk (juk)ot illik tudnia elkészíteni.

#### Rizsalapú ételek
A rizzsel készült ételek általános elnevezése pap (bap) (밥), a rizst gyakran keverik babbal, árpával, cirokkal, gesztenyével. A párolt fehér rizs (sszalbap (ssalbap), 쌀밥) minden koreai étkezés nélkülözhetetlen eleme. Számos rizzsel készült étel nagyon népszerű, például a khongbap (kongbap), amely rizsből és babfélékből álló, egészségesnek tartott egytálétel. A kimbap (gimbap) a japán makizusi rokona, bár sok mindenben különbözik tőle. A külföldiek körében igen népszerű pibimbap (bibimbap) rizsből, frissen elkészített zöldségekből és húsból áll. Szó szerinti jelentése „kevert rizs”.

#### Tésztafélék
A koreai tésztafélék neve kukszu (guksu) (국수), készülhet búzaliszt mellett mungóbablisztből (üvegtészta), árpából, szójababból, hajdinából és tápiókából is. Híres tésztaétel a khalgukszu (kalguksu), ami kézzel vágott tésztákat jelöl, az Észak-Koreából származó hideg tésztaétel, a nengmjon (naengmyeon), vagy a csípős, hideg tésztasaláta, a pibim kukszu (bibim guksu). Ugyancsak elterjedt tésztaféleség a mandu, A vékonyra nyújtott, kiszaggatott tésztára fűszerezett zöldséges húst, vagy zöldségeket, tofut helyeznek. Általában csilipaprikás szójaszósszal és kimcshi (kimchi)vel tálalják.

### Fermentált ételek és savanyúságok
A koreai konyha kifejezetten híres a fermentált ételeiről, a több mint 200 féle variációban létező kimcshi (kimchi) (김치) pedig nemzeti ételnek számít, a koreai étkezések elengedhetetlen része. Készítenek belőle levest (김칫국, kimcshitkuk (kimchitguk)) és sült rizses egytálételt (김치볶음밥, kimcshi pokkumbap (kimchi bokkeumbap)) is. A kimcshi (kimchi)t a világ egyik legegészségesebb ételének tartják a dietetikusok. Általában kínai kelből készül, de létezik daikonretekből készített változata (깍두기, kkaktugi (kkakdugi)), újhagymás, uborkás vagy éppen mustárleveles verzió is.
Ugyancsak a fermentált ételek közé tartozik a csotkal (jeotkal) (젓갈, röviden csot (jeot)), amely sózott tenger gyümölcseiből készül. Általában kísérő ételként, illetve ételízesítőként funkcionál, gyakran hozzáteszik például a kimcshi (kimchi)hez is. Készülhet halakból, kagylókból, rákokból, halikrából és akár halbelsőségből is.
A koreai savanyúságok összefoglaló neve csangaccsi (jangajji) (장아찌), az Európában ismert eljárással ellentétben itt szójaszószt, szójababkrémet vagy csilikrémet használnak a savanyításhoz. Hagyományosan sózott vagy szárított zöldségekből készítik.

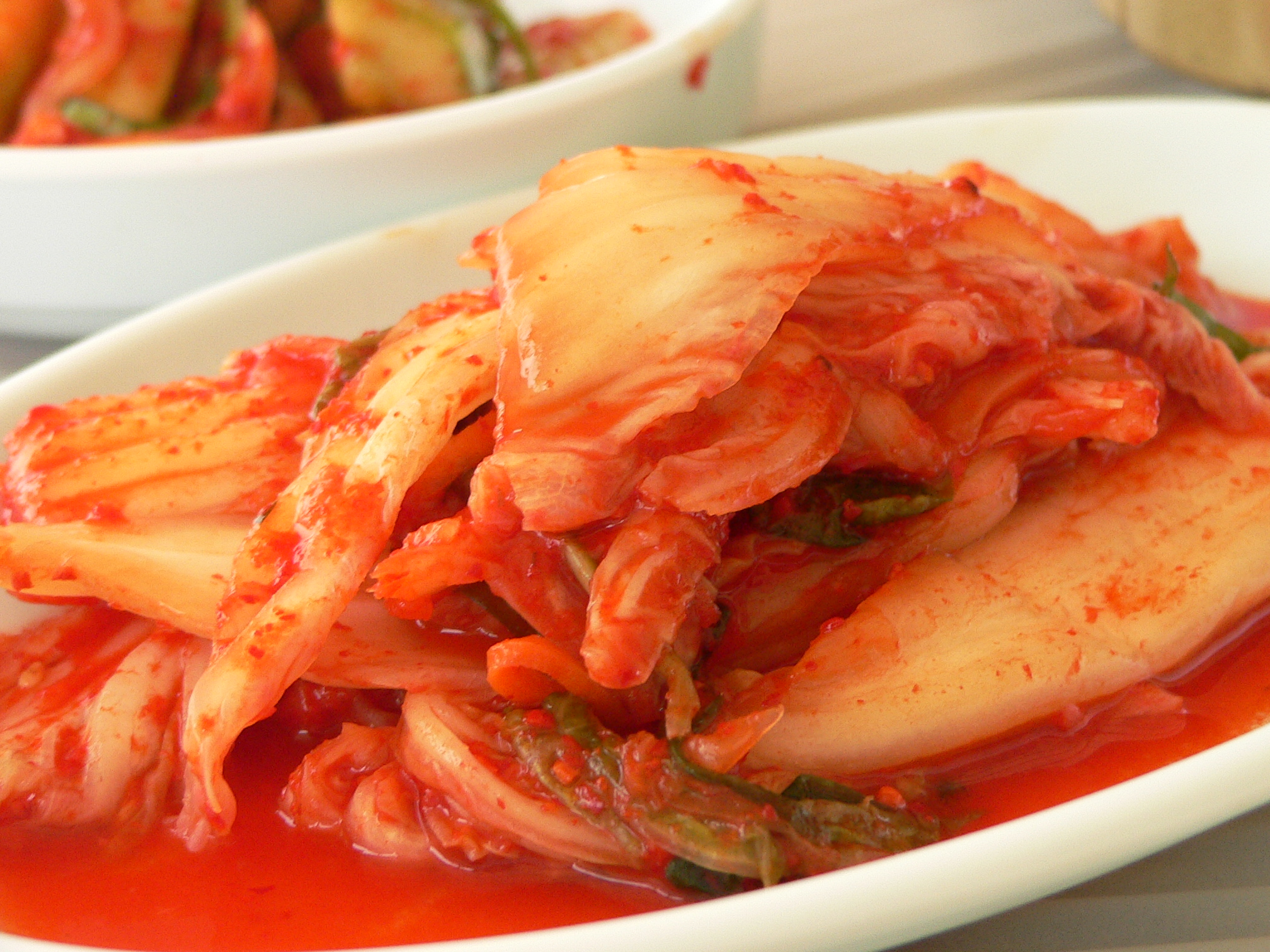
Kimcshi (Kimchi)
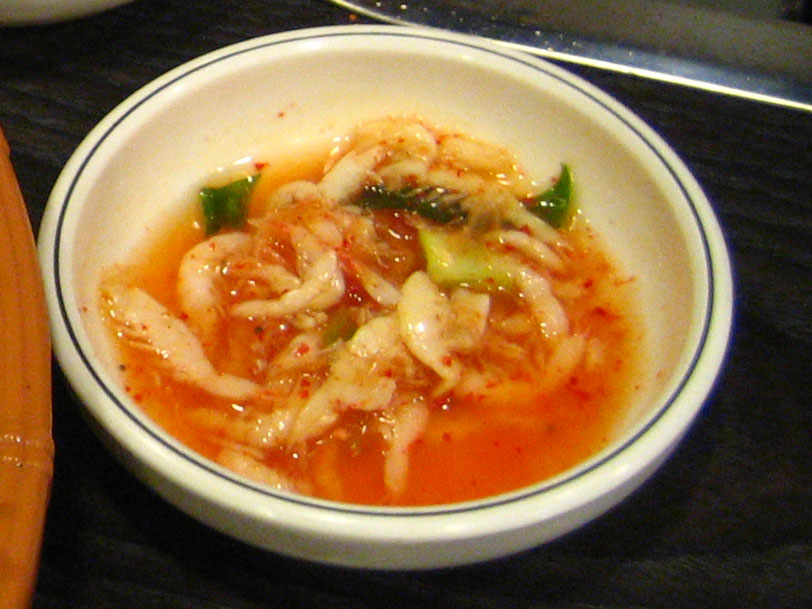
Szeudzsot (Seujeot), garnélarákból készült csot (jeot)
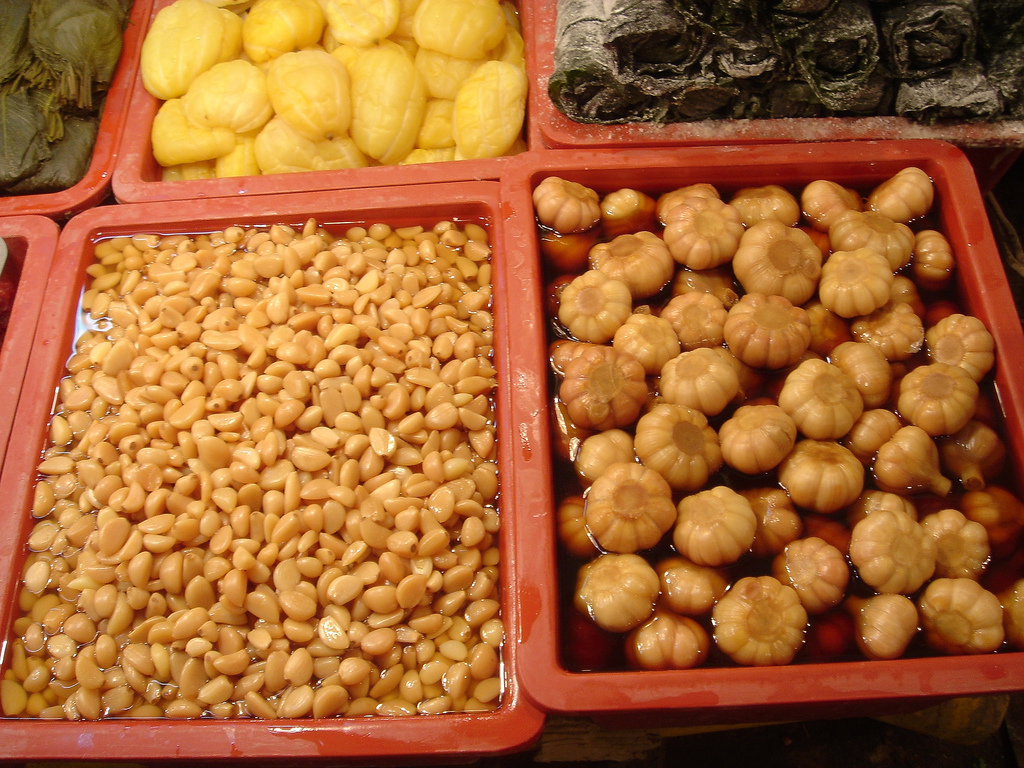
Savanyított fokhagyma (마늘장아찌, manul csangaccsi (maneul jangajji))

### Levesek és raguk

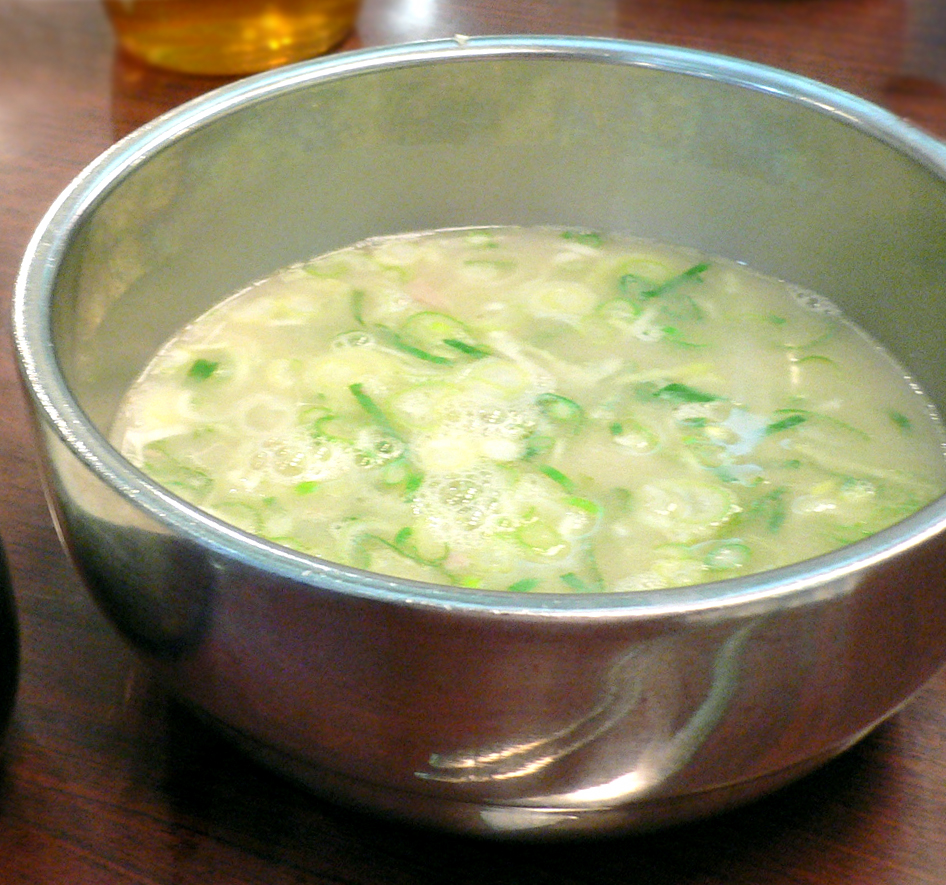
Szollongthang (Seolleongtang) a külföldiek kedvenc koreai levese

Koreában kétféle levest készítenek, a kuk (guk) (국) olyan levesekre vonatkozik, amelyeket több lével készítenek; a gazdagabb, sűrűbb, hosszabb ideig főtt, általában éttermekben felszolgált levesekre a thang (tang) (탕) szót használják. A koreai gasztronómiában rengeteg féle levest készítenek, sokkal többfélét, mint más kultúrákban. A levesek négy alapvető típusra oszthatóak:
- malgun csangguk (malgeun jangguk) (맑은 장국): szó szerinti jelentése „tiszta (átlátszó) leves”, ilyen például a mijokkuk (miyeokguk) (미역국) ehető tengeri hínárból;
- komguk (gomguk) (곰국): szó szerinti jelentése „medveleves”, általában a marhahúsból illetve -csontból készült leveseket értik rajta, ilyen például a szollongthang (seolleongtang) (설렁탕), ami marhacsontból készül és tejfehér színű;
- thodzsangguk (tojangguk) (토장국): azokat a leveseket jelöli, amelyeket töndzsang (doenjang)gal (szójababkrém) és főtt rizs levével készítenek, ilyen például a taszulgiguk (daseulgiguk) (다슬기국), ami csigalevest jelöl;
- nengguk (naengguk) (냉국) a hidegen felszolgált levesek elnevezése, ezek különösen nyáron népszerűek, ilyen például az oinengguk (oinaengguk) (오이냉국), amely egy hideg uborkaleves.

A ccsige (jjigae) (찌개) a koreai raguk egyik fajtája, a ccsim (jjim) és a csongol (jeongol) is egyfajta ragu. A ccsige (jjigae) általában jóval kevesebb levet tartalmaz, mint a levesek és sokkal rövidebb idő alatt elkészíthető, a lé sósabb, mint a benne lévő hús vagy zöldségek. A ccsigéhez (jjigéhez) gyakran használnak előfőzött összetevőket a rövidebb elkészítési idő érdekében. A ccsigét (jjigaet) gyorsan felforralják, ezzel szemben a ccsim (jjim)et párolják, a csongol (jeongol)t pedig lassú tűzön főzik. A koreaiak két kedvenc ragulevese a kimcshi ccsige (kimchi jjigae) és a töndzsang ccsige (doenjang jjigae).

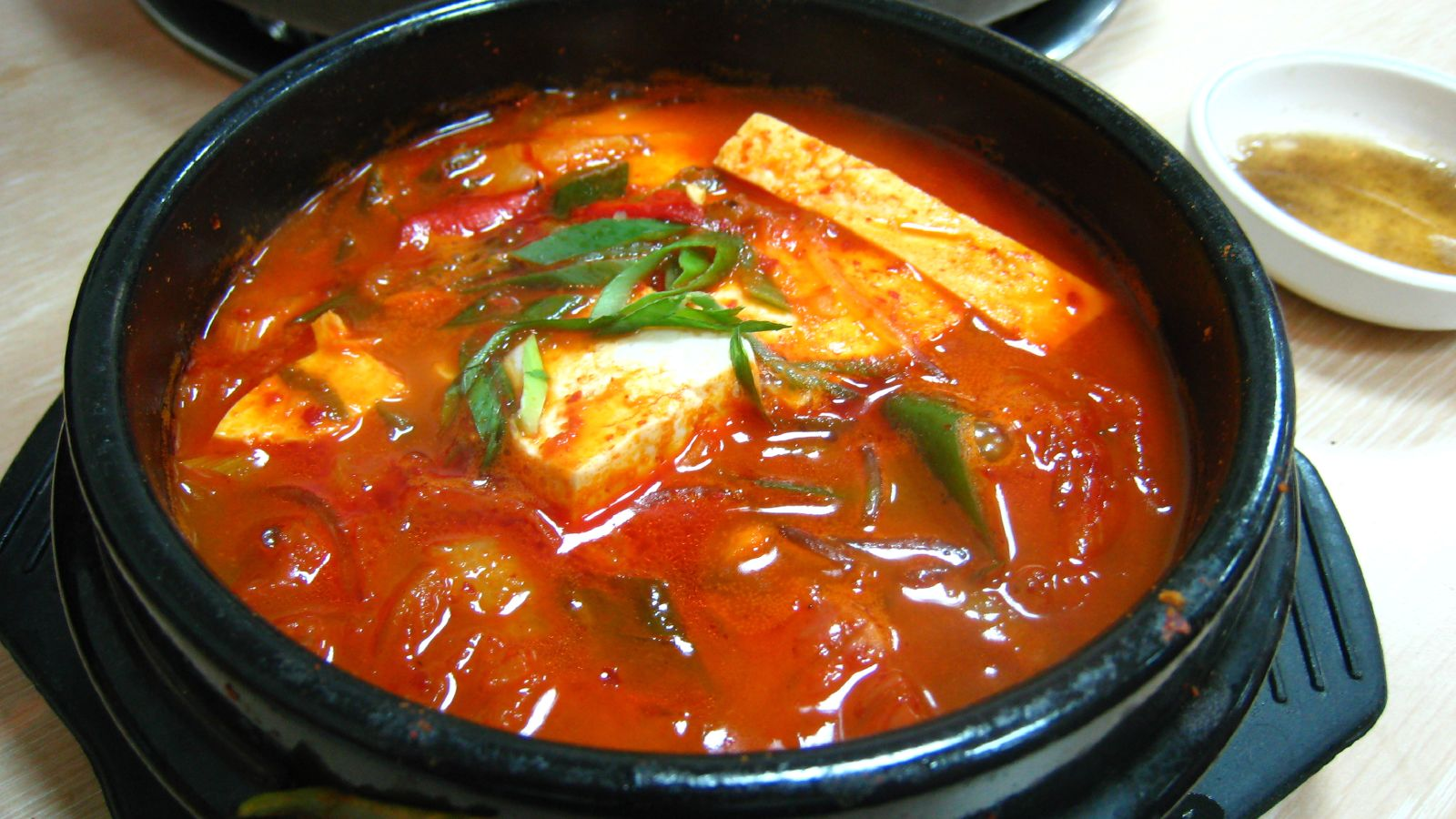
Kimcshi ccsige (Kimchi jjigae)
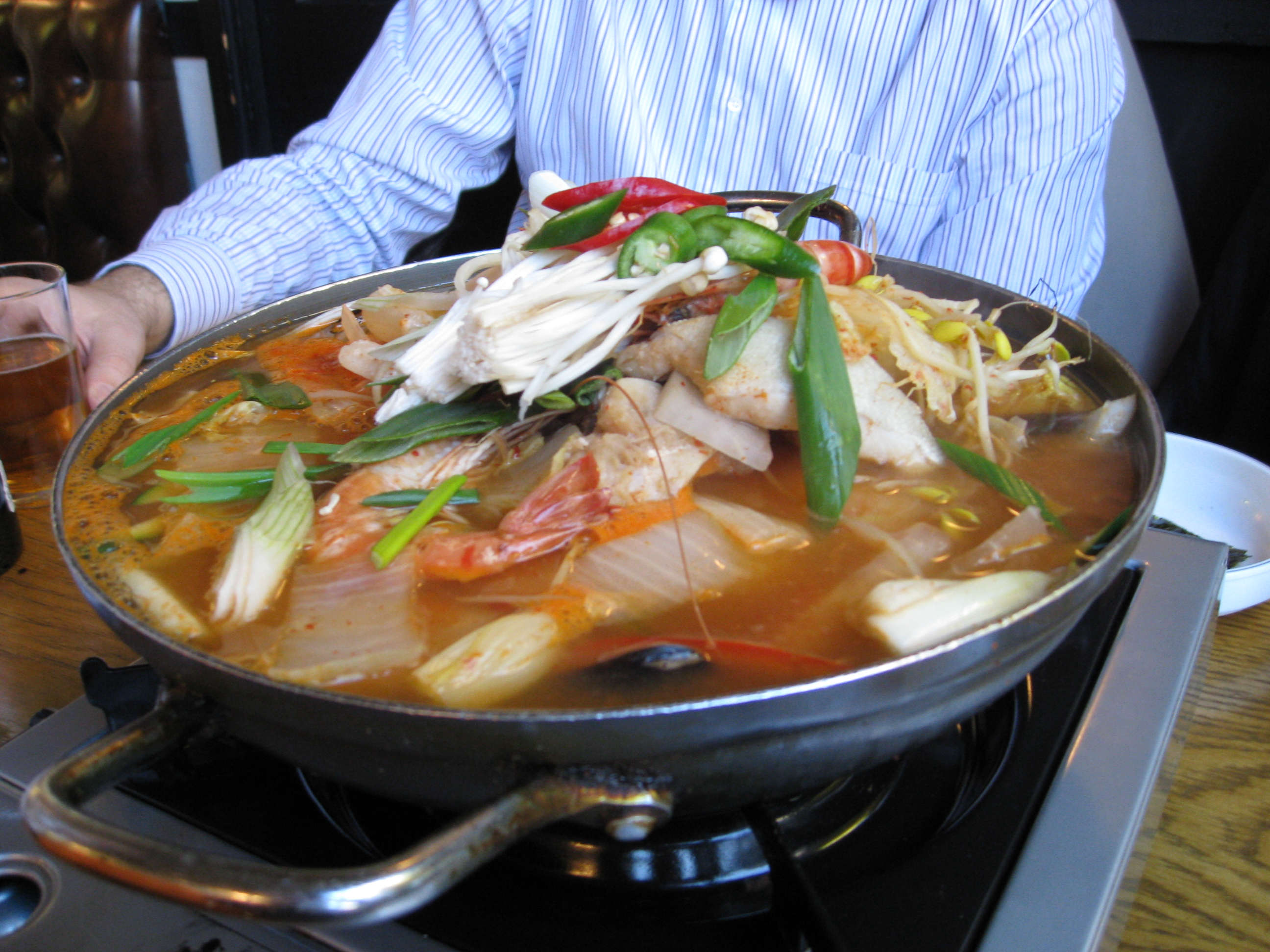
Hemul csongol (해물 전골, Haemul jeongol)

### Pancshan

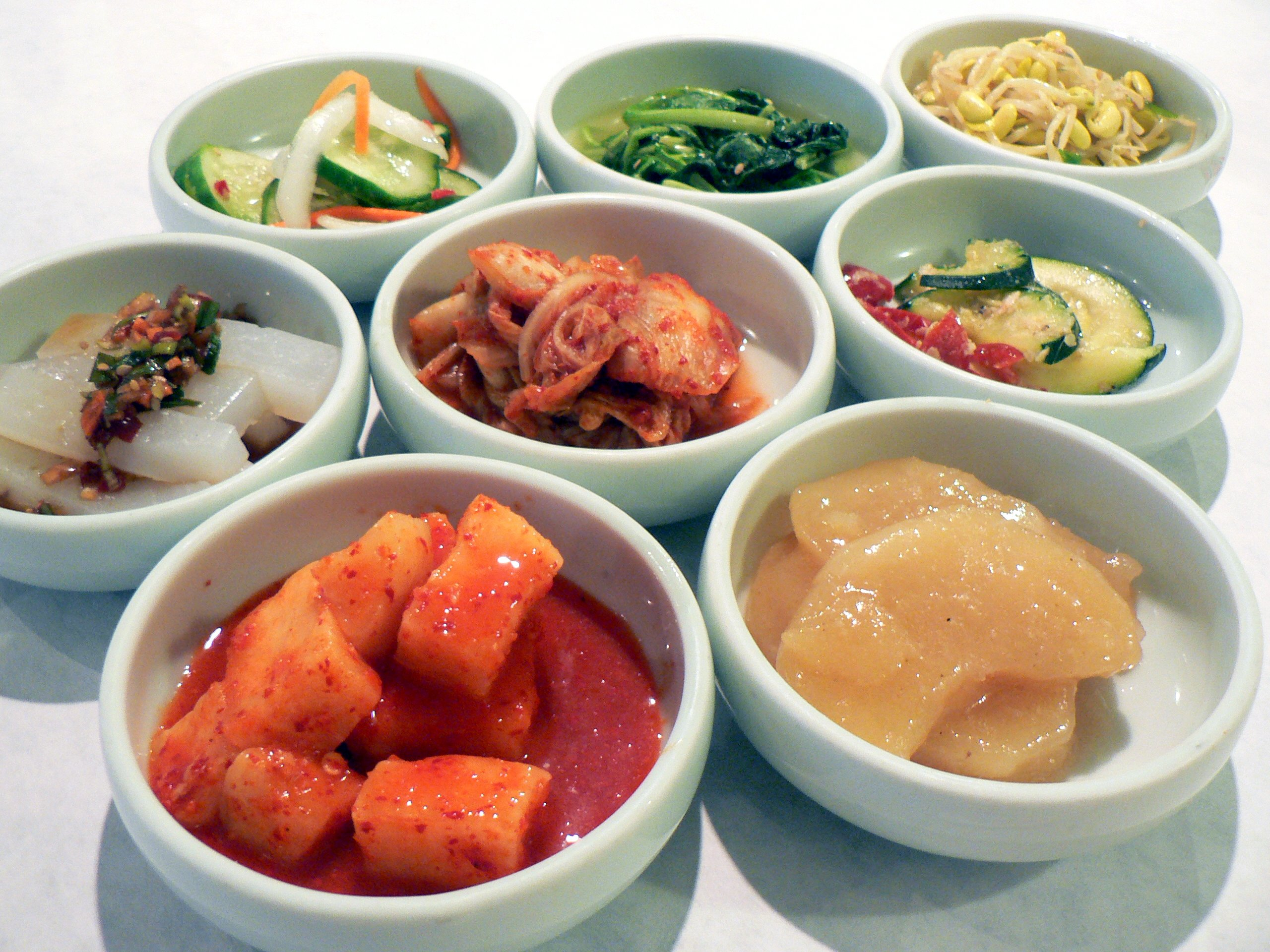
Pancshan (Banchan), hagyományosan kis tálkákban tálalva

A pancshan (banchan) (반찬) a koreai kísérő ételek neve, melyeket kis adagokban szolgálnak fel a rizs mellé. Változatosak, elkészítési eljárás (gőzölés, vízben főzés, hirtelen sütés stb.) illetve fő összetevő alapján is csoportosíthatóak. Az étkezés elengedhetetlen részei, a felszolgált pancshan (banchan)ok színvilága, ízvilága és száma szerint állítják össze az asztalt. A rizs, a leves és a különféle húsból készült fogások kiegészítő ételei, ugyanakkor más fogások alkotóelemei is lehetnek. A nyugati ízvilágtól és felhasznált alapanyagoktól nagyon eltérő alapanyagokat is felhasznál, ilyenek például a különféle namulok, amelyeknek egy részét nyugaton gyomnövénynek vagy dísznövénynek tartott növényekből készítik, mint például a varjúháj vagy éppen a páfrány. A kimcshi (kimchi) is a pancshan (banchan)ok közé tartozik, de népszerű kísérő étel még például:
- cson (jeon) (전), amely a serpenyőben sütött palacsintaszerű ételek összefoglaló neve;[96]
- hö (hoe) (회), amely a nyersen fogyasztott húsokat, halakat jelenti;
- grillezett húsok, amelyek közül a legismertebb a pulgogi (bulgogi) és a kalbi (galbi);[91]
- pokkum (bokkeum), magában vagy szójaszósszal hirtelen sütött húsok, zöldségek és tenger gyümölcsei;[91]
- sszam (ssam), amely a valamely növény levelébe tekerve frissen fogyasztott ételeket jelöli;[97]
- ide tartozik az önálló ételként fogyasztott csapcshe (japchae) is, amely üvegtészta, siitake gomba, marhahús, hagyma, uborka és sárgarépa keveréke.[98]

### Desszertek

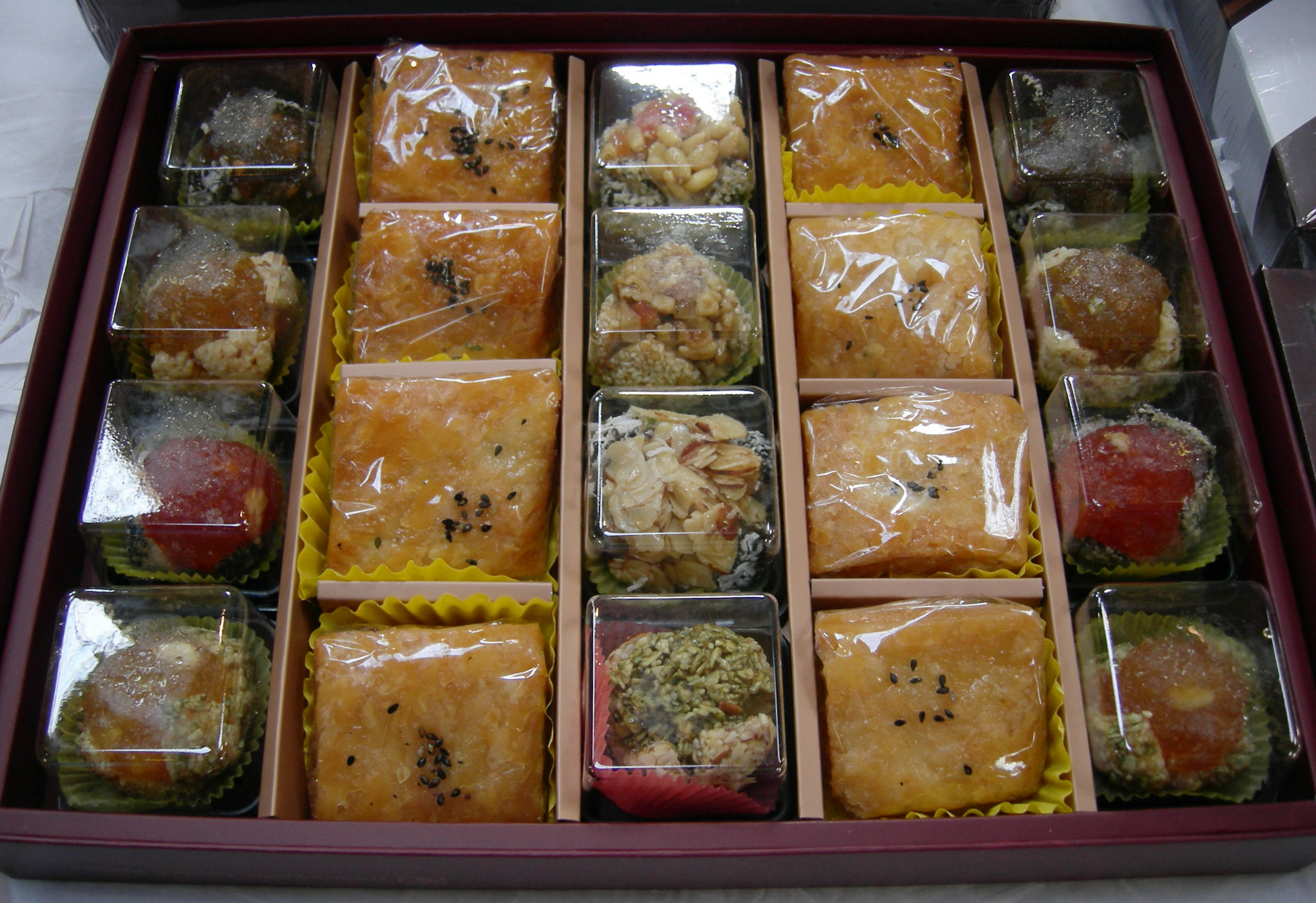
Hangva (Hangwa)

A hagyományos koreai édességek összefoglaló neve hangva (hangwa) (한과), általában valamilyen lisztből (rizsliszt, búzaliszt stb.) készül, cukor, méz hozzáadásával, gyümölcsök és ehető gyökerek felhasználásával, sütve, gőzön főzve. Vannak töltött, magvakkal bevont változatok és zselészerű típusok is. A Csoszon (Joseon)-dinasztia idejében szigorú előírások vonatkoztak a hangvára (hangwára), kizárólag ünnepekkor lehetett fogyasztani, egyébként büntetés járt érte, pénzbírság vagy vesszőzés.
A rizssüteménynek nevezett ttok (tteok)fajták között is találhatóak desszertnek készítettek, ízesítésnek vagy töltelék gyanánt gyakran használnak azukibabból készült masszát, gabonaféléket, magvakat, mogyoróféléket, zöldségeket, gyümölcsöket, gyümölcslevet vagy éppen ehető virágszirmokat. A gőzön főtt változatok közé tartozik például a szongphjon (송편, songpyeon), ami félhold alakú, azukibab-masszával, szezámmal és egyéb töltelékkel töltött, fenyőlevelekkel együtt gőzölt ttok (tteok), döngölt rizstésztából készül az indzsolmi (인절미, injeolmi), amit azuki-őrleménybe vagy szezámba forgatnak, a sült verziók közé sorolják például a hvadzsont (화전, hwajeont), ami virágszirmokkal díszített, ragacsos rizslisztből készülő, kerek sütemény. A főtt ttok (tteok)ok közé tartozik például a gyümölcsökkel töltött csapkvabjong (잡과병, japgwabyeong).
Kedvelt nyári édesség a pingszu (bingsu) (빙수), melynek eredeti verzióját a Csoszon (Joseon)-időkben fogyasztották, ez volt a phatpingszu (patbingsu) (팥빙수), ami jégkásából és édes azukibabkásából állt. Dél-Koreában számos változata kapható, fagylalttal, gyümölcsökkel, sűrített tejjel, kakaóval vagy csokoládéval is ízesítve.

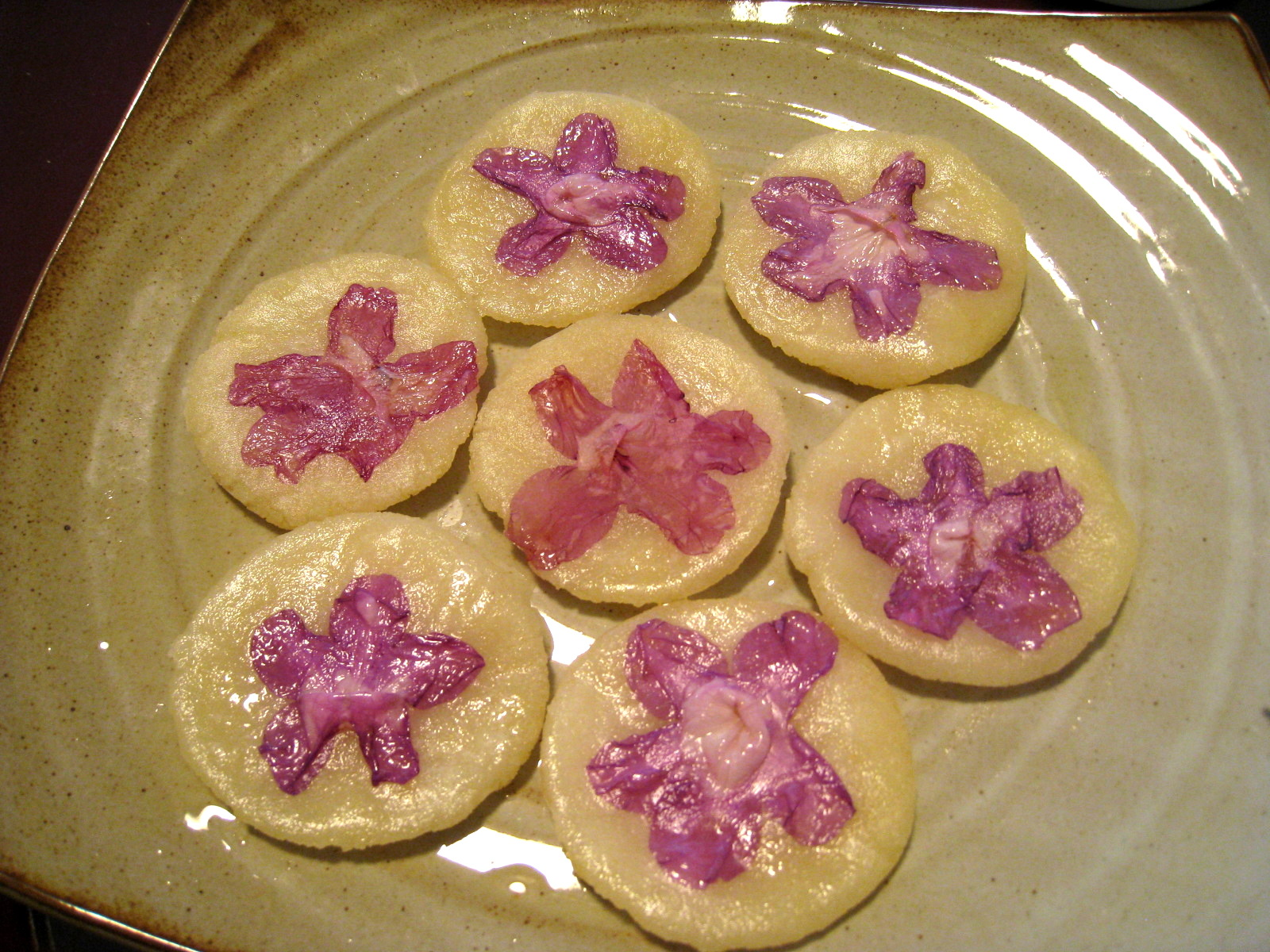
Hvadzson (Hwajeon)
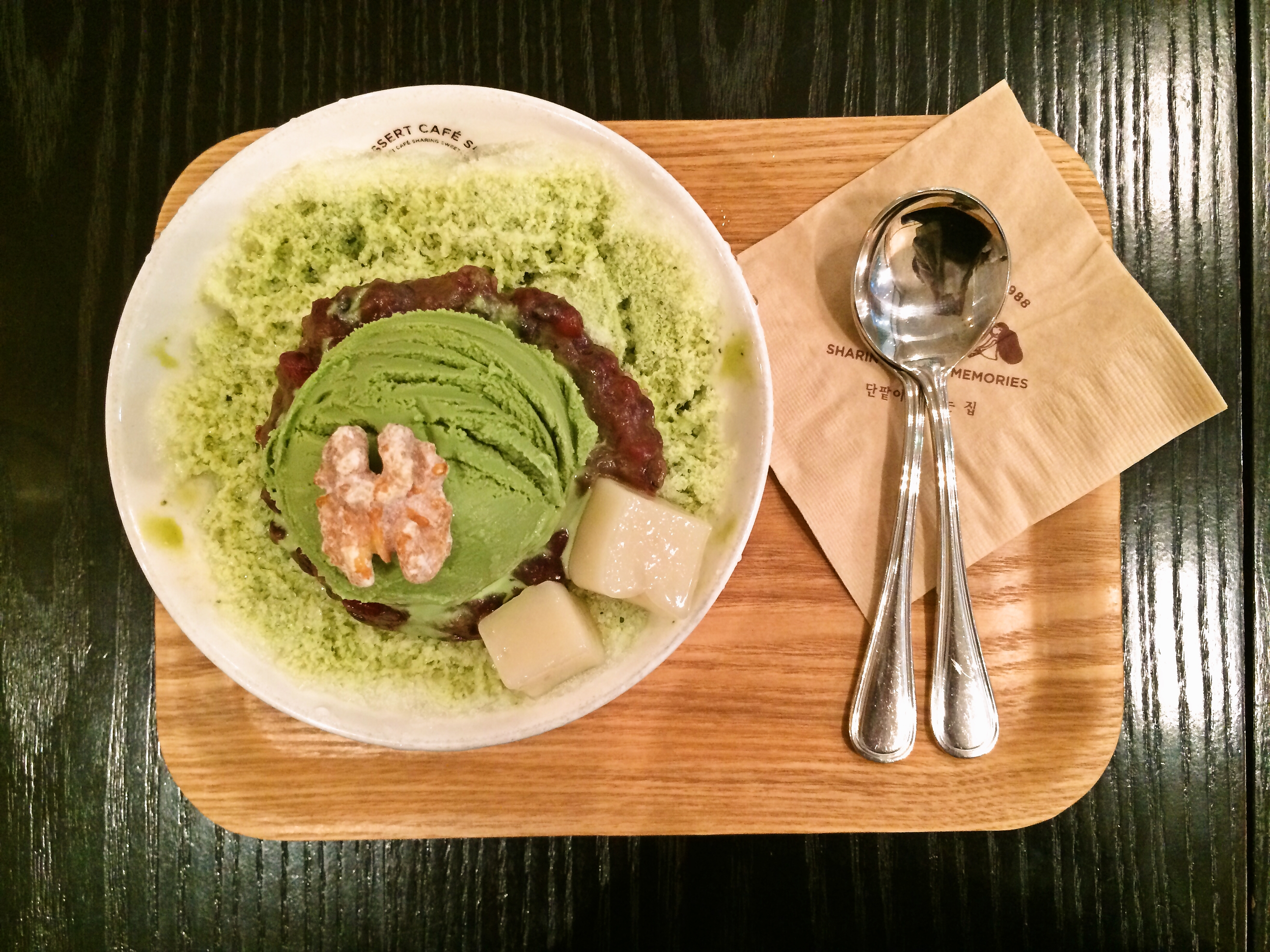
Zöldteás pingszu (bingsu)

## Ételízesítők

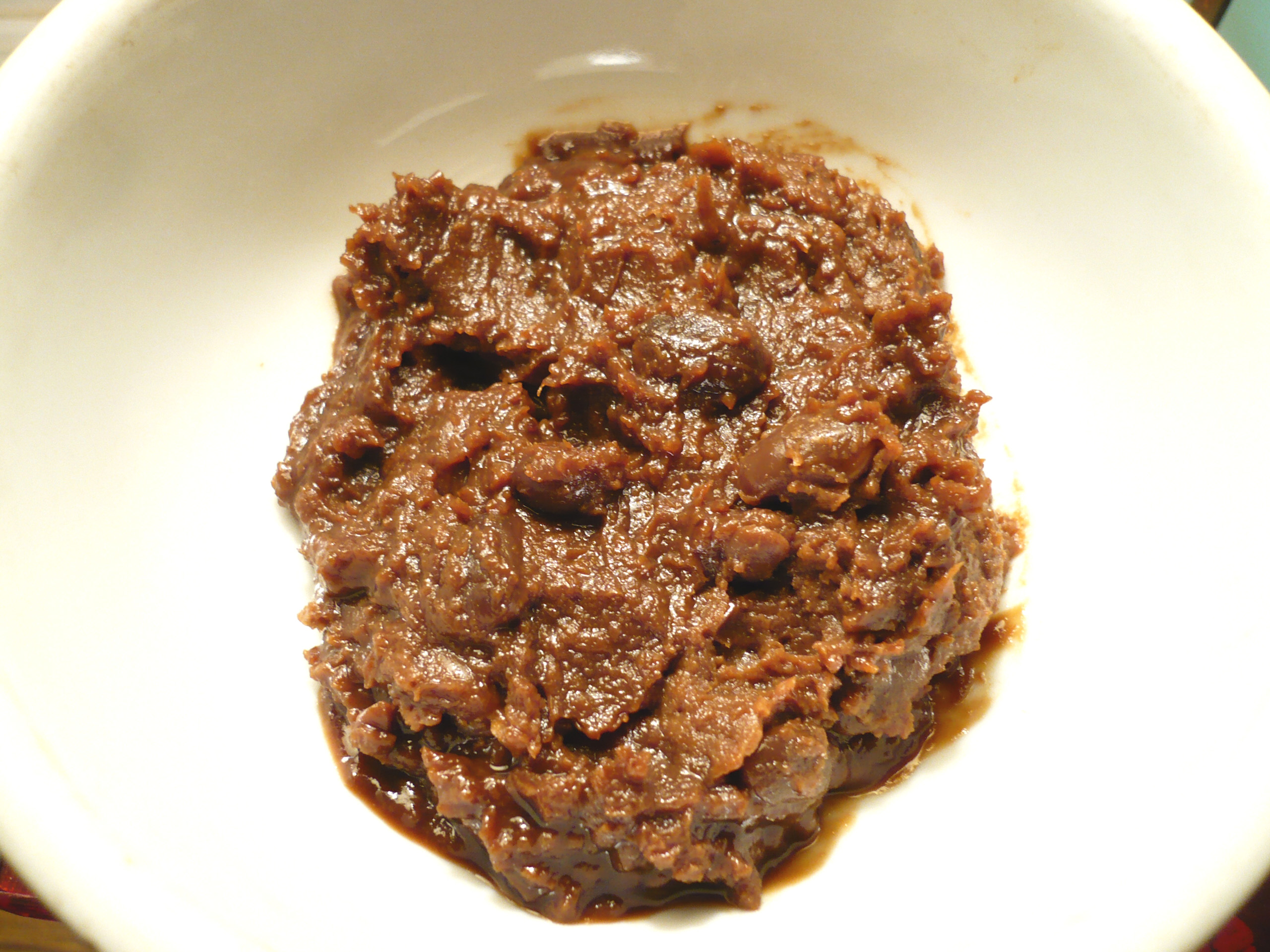
Töndzsang (Doenjang)

A koreai konyha számos ételízesítőt használ, a három legfontosabb a töndzsang (doenjang) (fermentált szójababkrém), a kocshudzsang (gochujang) (fermentált csilikrém) és a szójaszósz. A sszamdzsang (ssamjang) a sszam (ssam)hoz, azaz a növényi levélbe tekert sült húsokhoz használt krém, kocshudzsang (gochujang) és töndzsang (doenjang) keveréke. Ezeket az ételízesítőket korábban onggi edényekben otthon készítették és tárolták, ma már dobozos, bolti változatban is kaphatóak.
A 21. században már a levesporok is elterjedtek, melyekkel gyorsabban lehet levesalapot készíteni. Ezek neve tasida (dasida) (다시다), kapható marhahúsleveshez, szardella alapú levesekhez és kagyló alapú levesekhez való is.
Ezeken felül a koreai konyha gyakran használ ételízesítéshez cukrot, ecetet, szezámolajat, perillaolajat, gyömbért, újhagymát, fokhagymát, és durvára őrölt csilipaprikát is.

## Italok

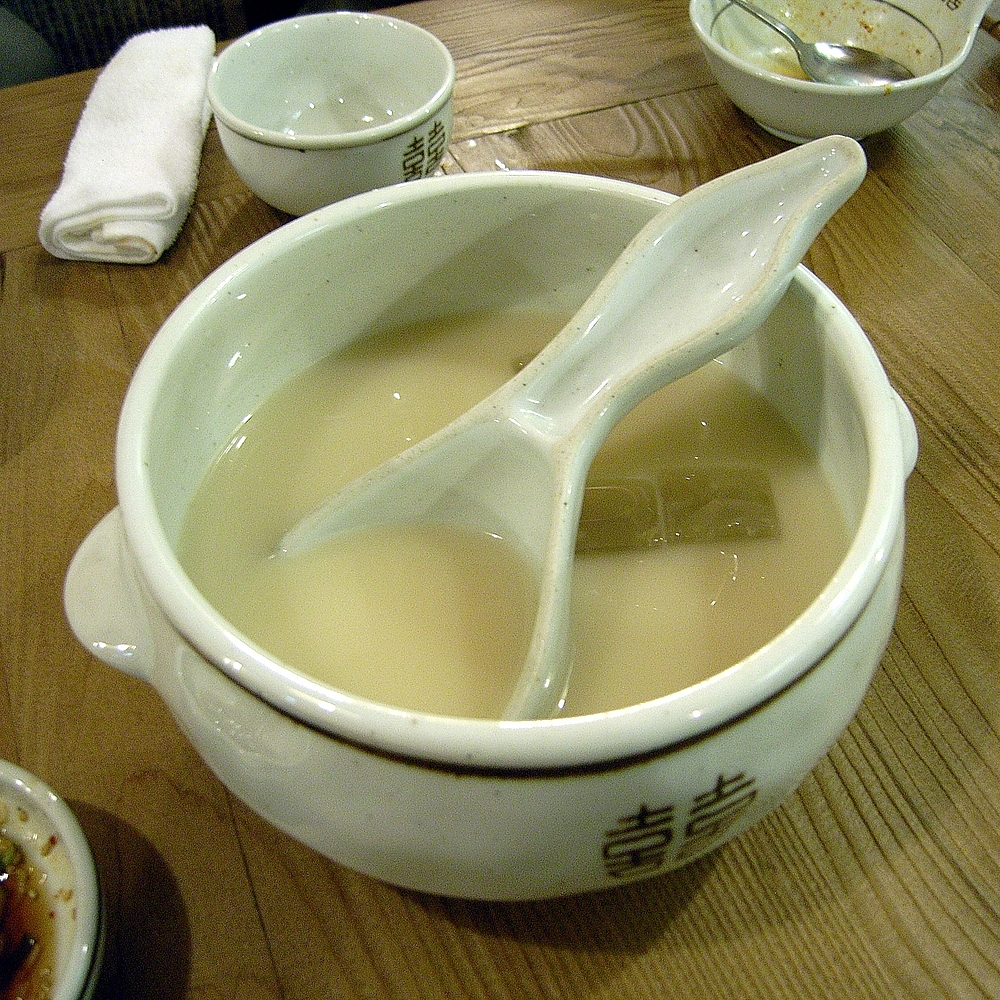
Makkolli (Makgeolli), hagyományosan tálalva

A koreai alkoholos italok többféle eljárással készülnek, többségük erjesztett, de találhatóak égetett szeszek is. A leginkább használt alapanyag a rizs, de használnak árpát, kölest, búzát és cirokot is. Léteznek gyümölcsborok is, azonban más népek hagyományaival ellentétben itt általában nem a gyümölcsből erjesztik a bort, hanem a rizsbort ízesítik gyümölcsök, gyökerek (például ginzeng, gyömbér), gyógynövények vagy virágok (például krizantém, barackvirág, fenyővirág) hozzáadásával. Régen gyakoriak voltak a gyógyhatásúnak tulajdonított (mézes, fekete borsos, fokhagymás stb.) borok is. A legismertebb égetett szesz a szodzsu (soju) (소주), amelynek alkoholtartalma 20% körül mozog, míg a rizsboroké általában 6–8%. Az erjesztett italoknak két fő típusa van, a jakcsu (yakju) (약주) vagy cshongdzsu (cheongju) (청주) és a thakcsu (takju) (탁주) vagy ismertebb nevén makkolli (makgeolli) (막걸리). A sör csak a 20. században került be a koreai italkultúrába. Az alkoholos italok mellé számos, kifejezetten ivás közbeni elfogyasztásra szánt ételt kínálnak, melyek összefoglaló neve andzsu (anju) (안주). Dél-Korea a világ egyik legnagyobb alkoholpiaca, 2011-ben a 11. helyet foglalta el. A Jinro márkájú szodzsu (soju) 2011-ben a világ legtöbbet eladott szeszesital-márkája volt.
A hagyományos, alkoholmentes italok összefoglaló neve umcshongnju (eumcheongnyu) (음청류), amiből közel 200 fajta létezik. A legismertebbek a koreai tea, a gyümölcsbóléhoz hasonló hvacshe (hwachae) (화채), a rizsből készült sikhje (sikhye) (식혜), valamint a gyömbérből és fahéjból készülő szudzsonggva (sujeonggwa) (수정과).

## Konyhai eszközök
Koreában az ételek készítéséhez és tárolásához hagyományosan onggit (옹기), agyagedényeket használtak. Az onggi tipikusan nagy méretű, öblös, zománcozott agyagedény. Ezek az edények társadalmi hovatartozástól függetlenül minden koreai háztartásban megtalálhatóak voltak, egészen a közelmúltig, amikor is a tömeggyártott edények elkezdték kiszorítani a hagyományos kézműves onggikat.
A koreaiak a kínaiakkal ellentétben kanalat is használnak a rizs evéséhez, 5. és 6. századi királyi sírokban bronzkanalakat is találtak. A kanál elterjedésének egyik lehetséges oka, hogy a félsziget északi részén a ritkábban termő rizst összekeverték más gabonaszemekkel, melyeket nehezebb volt evőpálcikával elfogyasztani. Az evőpálcika és a kanál együttesét szudzsónak (sujónak) nevezik, és gyakran készül fémből. A kovácsolt bronzötvözetből készülő hagyományos étkészlet elnevezése pangccsa jugi (bangjja yugi). A modern korokhoz igazodva ma már villát, kést és teáskanalat is készítenek ebből az ötvözetből.
Jellegzetesen koreai háztartási gép a kimcshi (kimchi)hűtőgép, melyet speciálisan a kimcshi (kimchi) tárolására terveztek, kifejezetten azért, hogy ennek az ételnek a legideálisabb körülményeket biztosítsa. 2010-ben Dél-Koreában a háztartások 81,3%-a rendelkezett legalább egy ilyen háztartási eszközzel.

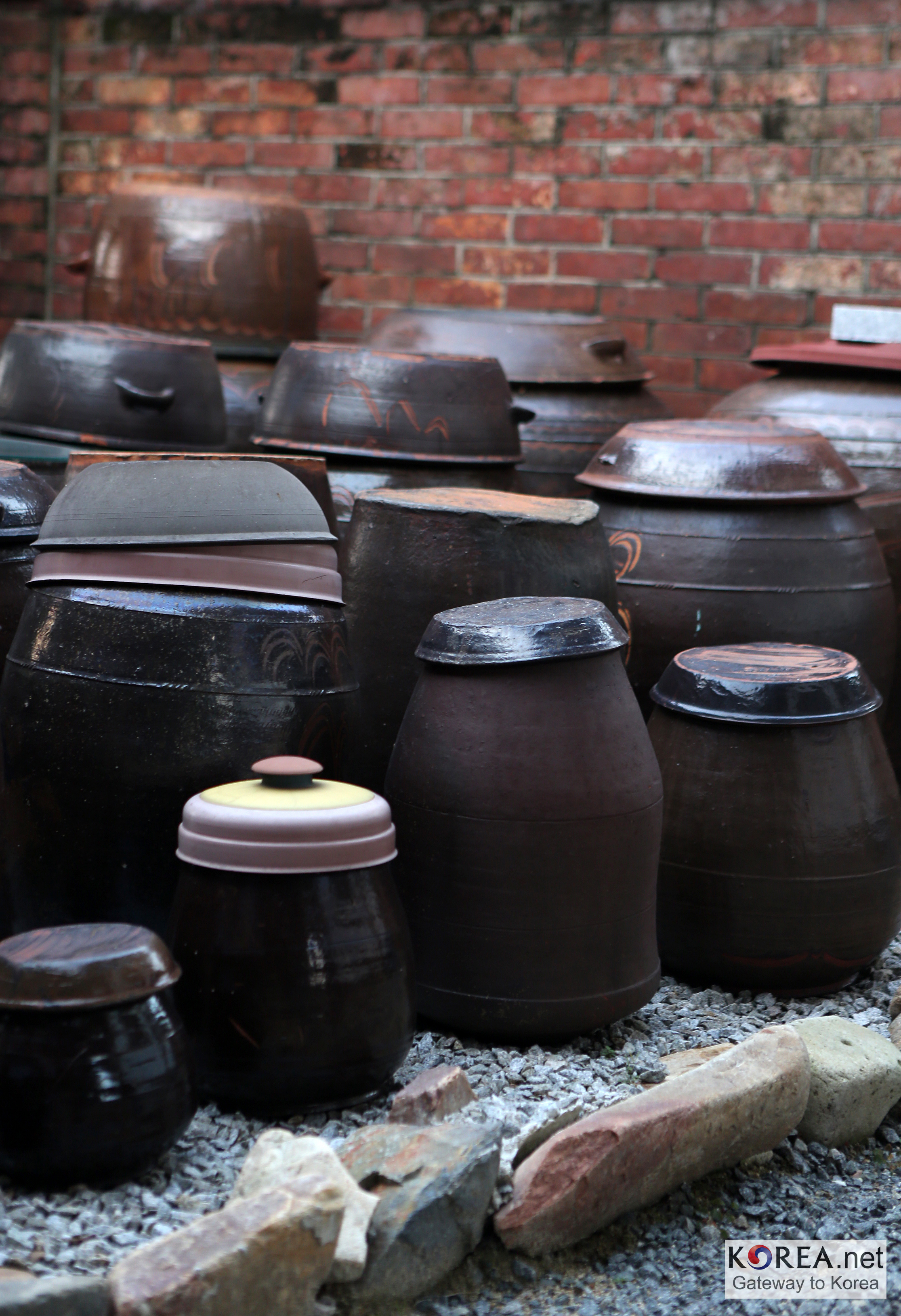
Onggi edények
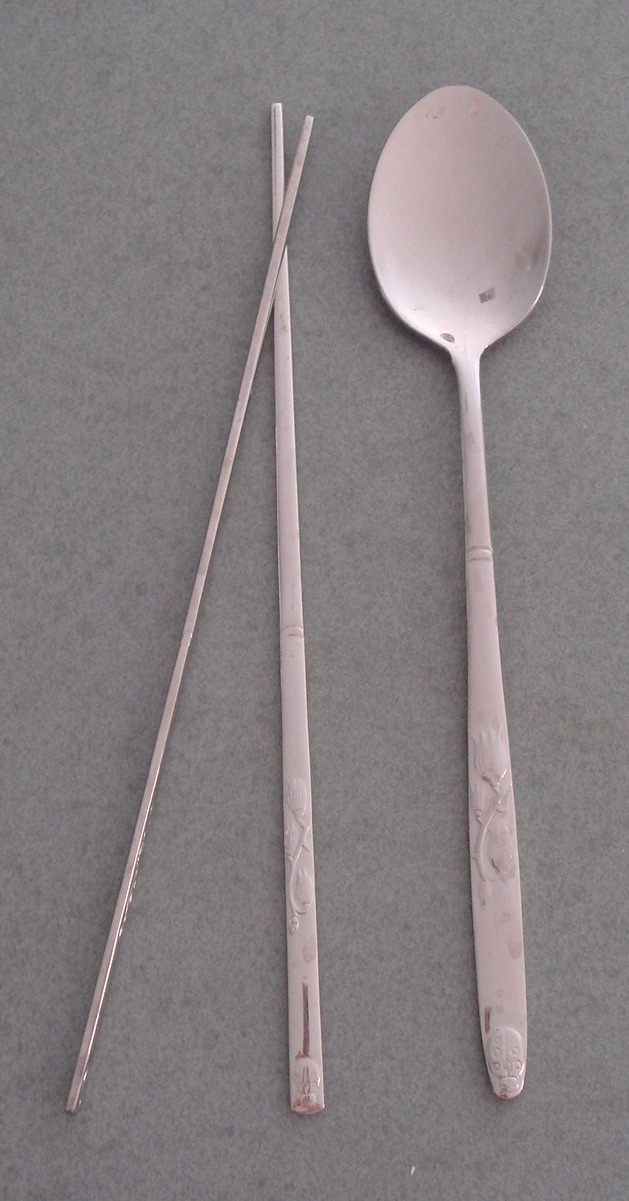
Szudzso (Sujo), koreai fém evőpálcika és kanál
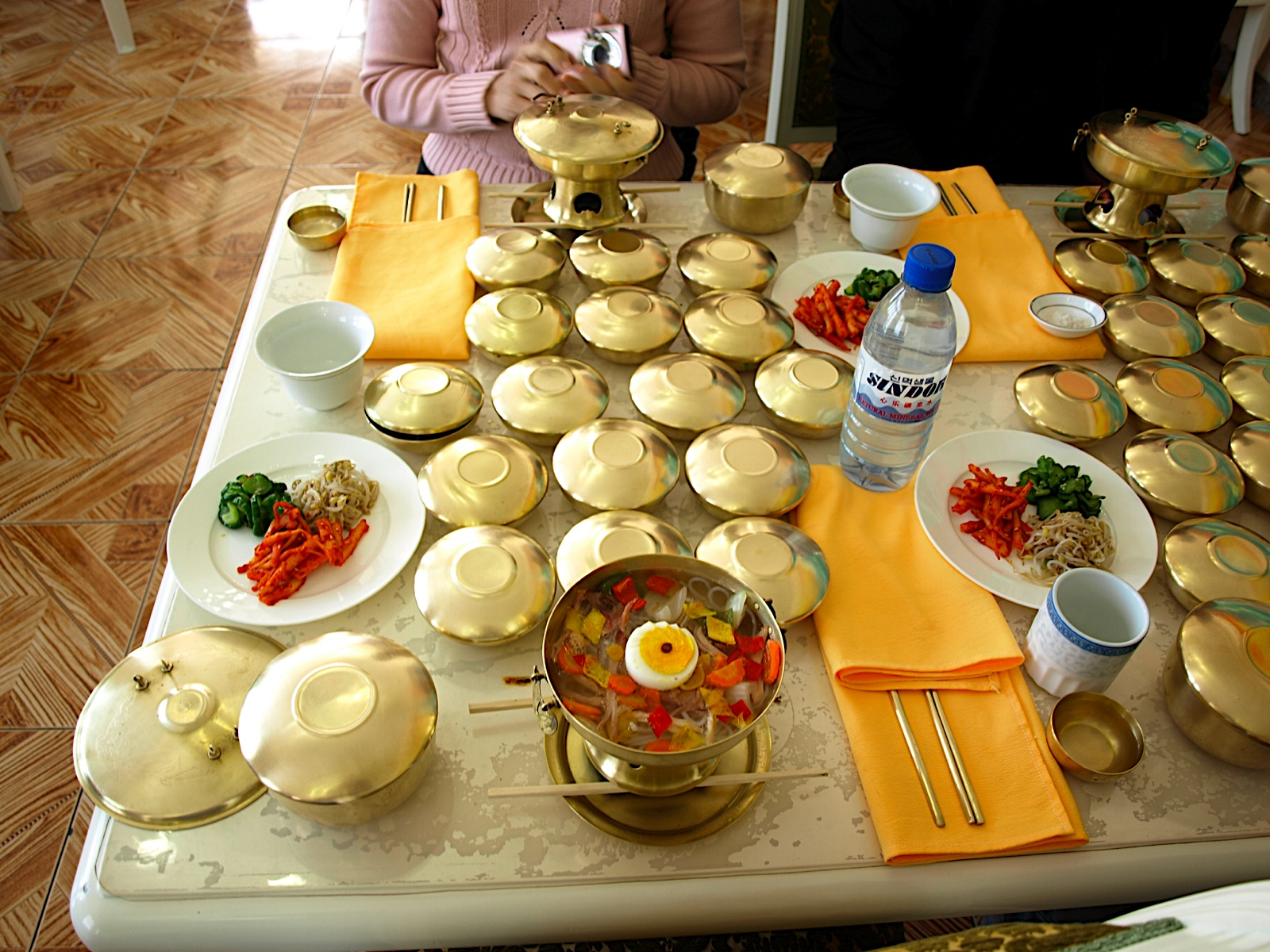
Pangccsa jugi (Bangjja yugi), hagyományos étkészlet
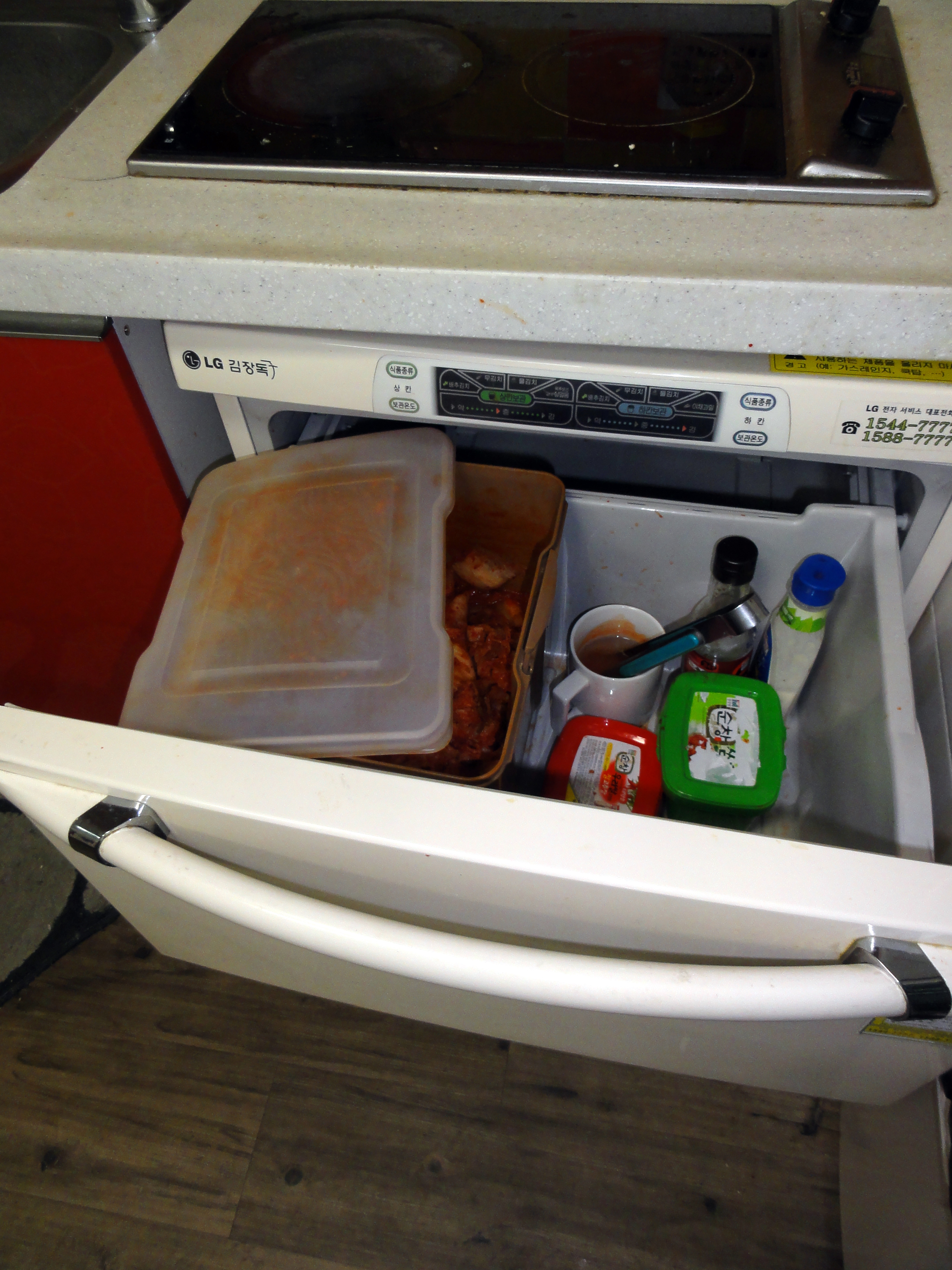
Kimcshi (Kimchi)hűtőgép

## Népszerűsége és megítélése

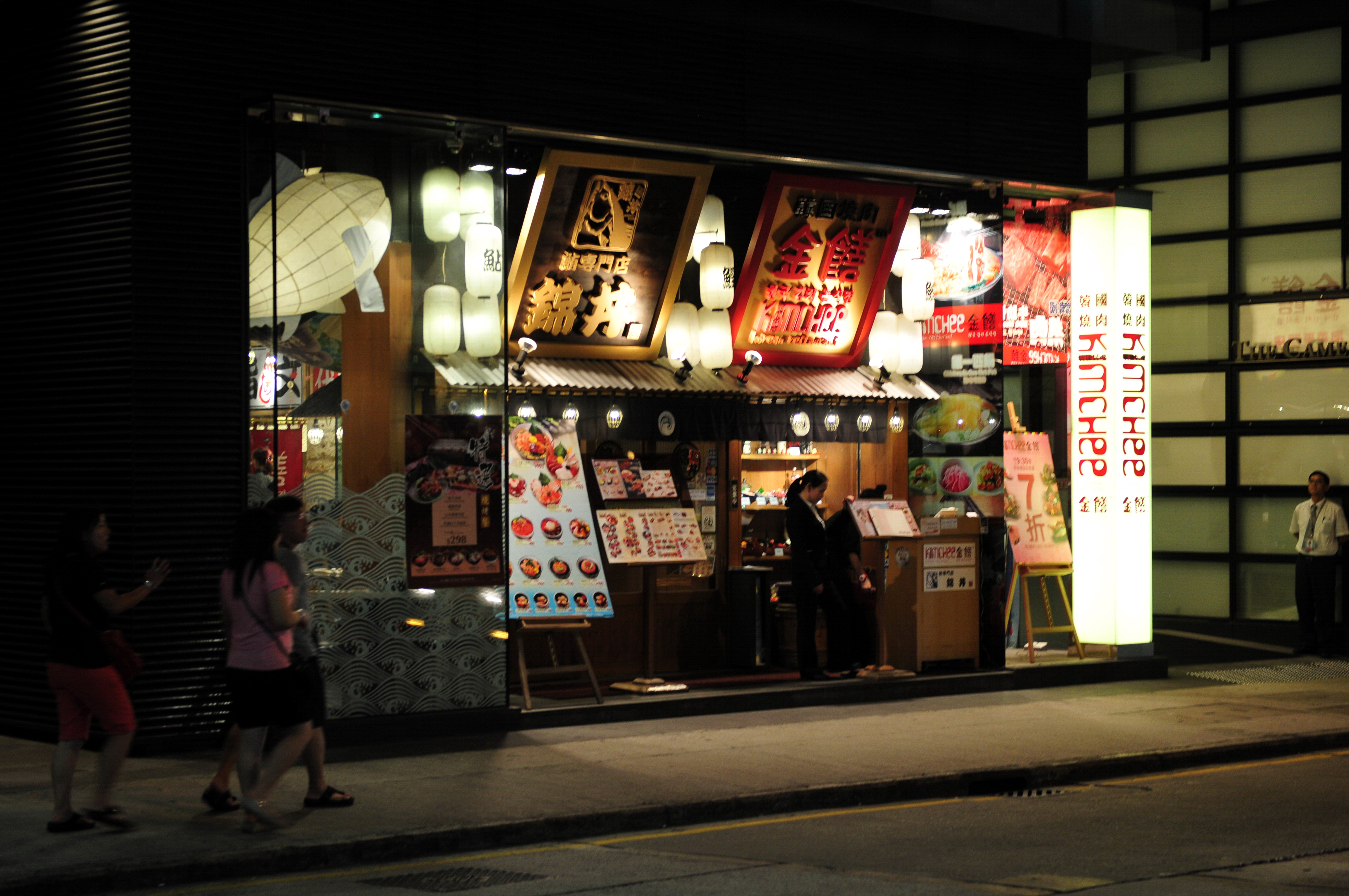
Koreai étterem Hongkongban

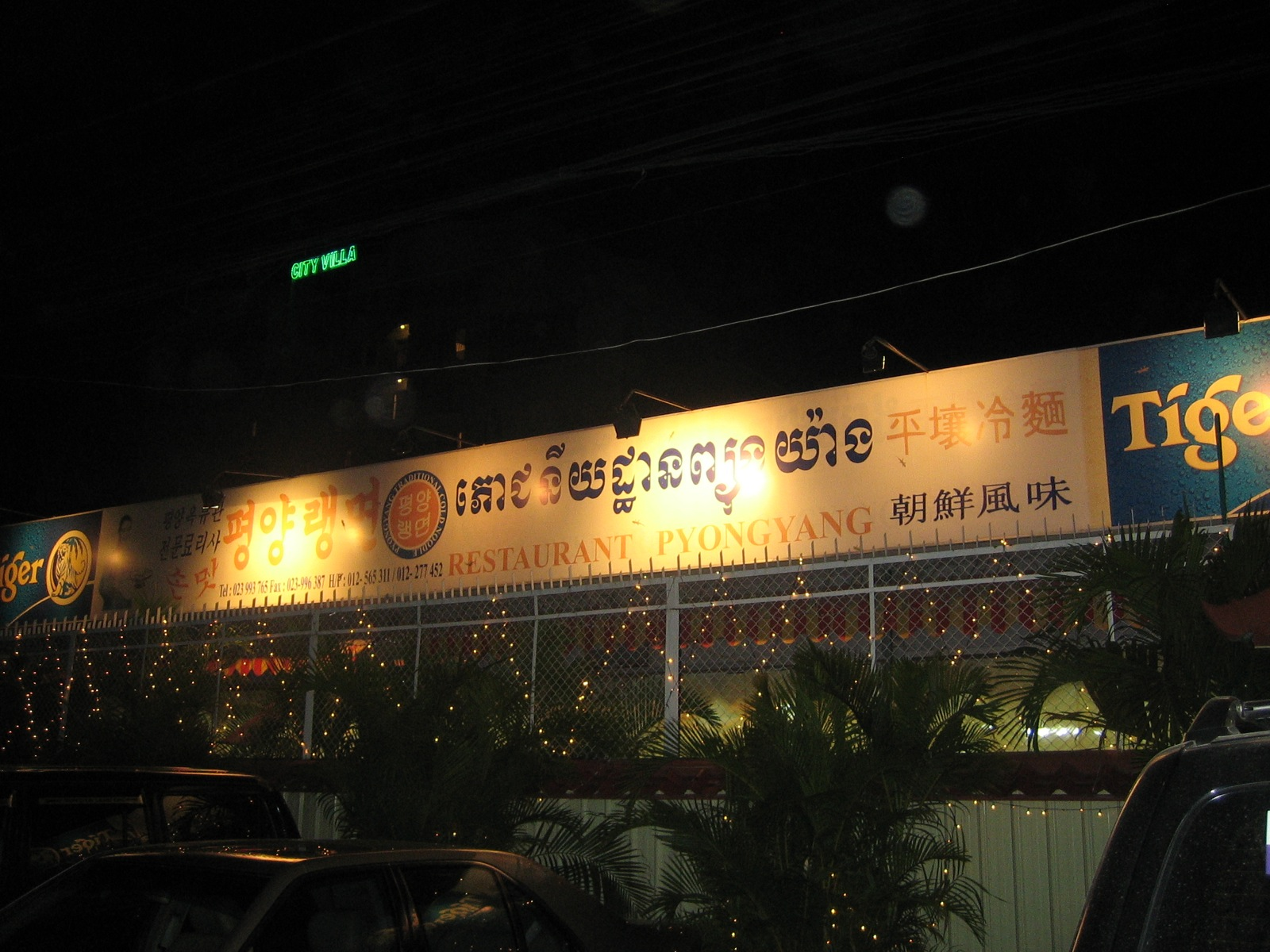
Észak-koreai étterem Kambodzsában

Dél-Korea a koreai hullám keretében igyekszik a koreai konyhaművészetet is népszerűsíteni, támogatja az ilyen irányban létrejövő, terjeszkedő vállalkozásokat, népszerű K-pop- és televíziós sztárokat kérnek fel a gasztronómia népszerűsítésére és sztenderdizált receptekkel jelentetnek meg több nyelven szakácskönyveket. A koreai televíziós sorozatok is népszerűsítik az ételeket, A palota ékköve című, 87 országban bemutatott sorozatban felvonultatott, szépen tálalt hagyományos koreai ételek például világszerte felkeltették az érdeklődést a koreai gasztronómia iránt. Egyre népszerűbbek a koreai gasztrobloggerek, mint például az Egyesült Államokban élő Maangchi, akinek 2023-ban több mint hatmillió követője volt a YouTube-on, és ezzel népszerűbb a videomegosztó platformon, mint több világhírű televíziós szakács.
Egyre több koreai étterem nyílik világszerte, a dél-koreai kormány pedig azt tervezte, hogy a 2015-ben körülbelül 3700 étterem számát 2020-ra 7000-re emeli. Nem csak Dél-Korea, de Észak-Korea is egyre több éttermet nyit, főképp ázsiai országokban, ezek az éttermek valutaszerzési lehetőséget jelentenek az állam számára. A Pyongyang nevű étteremláncnak körülbelül 100 étterme van világszerte. Koreai éttermek Magyarországon is találhatóak, azonban egyes gasztrobloggerek drágának találják őket.
2004-ben az Egészségügyi Világszervezet „egészségesnek és kiegyensúlyozottnak” nevezte a koreai konyhát, de általánosan is szokás egészségesnek tartani. Különösen a kisebb kalóriatartalma miatt nevezhető egészségesebbnek, ennek ellenére a koreai gasztronómiának is vannak olyan elemei, amelyek veszélyeket hordoznak magukban. Ilyenek a népszerű és nagyon sokat fogyasztott fermentált és savanyított ételek, mint amilyen a kimcshi (kimchi), valamint a sóval tartósított ételek és a szénen grillezett húsok. A koreaiak csaknem háromszor annyi sót visznek be a szervezetükbe, mint amennyi az ajánlott mennyiség. A fermentált ételekkel kapcsolatosan több tanulmány is megjelent, ami összefüggésbe hozta ezen ételek túlzott fogyasztását a gyomorrákkal, amely Dél-Koreában a leggyakoribb rákmegbetegedés, és az OECD országai közül a lakosság számához viszonyítva gyomorrákban elhunytak száma a 10. legmagasabb.

## Fordítás
- Ez a szócikk részben vagy egészben  a   Cuisine of Korea című angol Wikipédia-szócikk ezen változatának fordításán alapul.  Az eredeti cikk szerkesztőit annak laptörténete sorolja fel. Ez a jelzés csupán a megfogalmazás eredetét és a szerzői jogokat jelzi, nem szolgál a cikkben szereplő információk forrásmegjelöléseként.